# Львівська тема (Ставрінідіса тема)
Львівська тема — тема в шаховій композиції. Суть теми — циклічне чергування кольору типу фігур і полів, на які ходять фігури.

## Історія
Цю ідею запропонували в 1968 році шахові композитори зі Львова, від чого вона й дістала назву —  львівська тема. За кордоном ця ідея має назву —  тема Ставрінідіса.
В рішенні повинно бути щонайменше три варіанти захисту. При циклі в три варіанти є три тематичних поля, на які ходять то чорні, то білі фігури за алгоритмом, де велика буква означає тип фігури, а мала буква означає поле, на яке ходять фігури:
1. !
1. … Аa 2. Bb #
1. … Bb 2. Cc #
1. … Cc 2. Aa #
|   | a | b | c | d | e | f | g | h |   |
| 8 | b8 білий слон · d8 білий ферзь · d7 чорний пішак · f7 білий король · g7 чорний пішак · a6 чорний пішак · c6 чорний пішак · e6 чорний пішак · d5 чорна тура · e5 чорний пішак · f5 чорний король · g5 чорний пішак · h5 білий пішак · b4 чорний кінь · a3 чорний ферзь · g3 білий пішак · a2 чорний пішак · c2 чорний слон · d2 білий кінь · e2 білий пішак · f2 білий кінь · a1 чорний слон · f1 біла тура | b8 білий слон · d8 білий ферзь · d7 чорний пішак · f7 білий король · g7 чорний пішак · a6 чорний пішак · c6 чорний пішак · e6 чорний пішак · d5 чорна тура · e5 чорний пішак · f5 чорний король · g5 чорний пішак · h5 білий пішак · b4 чорний кінь · a3 чорний ферзь · g3 білий пішак · a2 чорний пішак · c2 чорний слон · d2 білий кінь · e2 білий пішак · f2 білий кінь · a1 чорний слон · f1 біла тура | b8 білий слон · d8 білий ферзь · d7 чорний пішак · f7 білий король · g7 чорний пішак · a6 чорний пішак · c6 чорний пішак · e6 чорний пішак · d5 чорна тура · e5 чорний пішак · f5 чорний король · g5 чорний пішак · h5 білий пішак · b4 чорний кінь · a3 чорний ферзь · g3 білий пішак · a2 чорний пішак · c2 чорний слон · d2 білий кінь · e2 білий пішак · f2 білий кінь · a1 чорний слон · f1 біла тура | b8 білий слон · d8 білий ферзь · d7 чорний пішак · f7 білий король · g7 чорний пішак · a6 чорний пішак · c6 чорний пішак · e6 чорний пішак · d5 чорна тура · e5 чорний пішак · f5 чорний король · g5 чорний пішак · h5 білий пішак · b4 чорний кінь · a3 чорний ферзь · g3 білий пішак · a2 чорний пішак · c2 чорний слон · d2 білий кінь · e2 білий пішак · f2 білий кінь · a1 чорний слон · f1 біла тура | b8 білий слон · d8 білий ферзь · d7 чорний пішак · f7 білий король · g7 чорний пішак · a6 чорний пішак · c6 чорний пішак · e6 чорний пішак · d5 чорна тура · e5 чорний пішак · f5 чорний король · g5 чорний пішак · h5 білий пішак · b4 чорний кінь · a3 чорний ферзь · g3 білий пішак · a2 чорний пішак · c2 чорний слон · d2 білий кінь · e2 білий пішак · f2 білий кінь · a1 чорний слон · f1 біла тура | b8 білий слон · d8 білий ферзь · d7 чорний пішак · f7 білий король · g7 чорний пішак · a6 чорний пішак · c6 чорний пішак · e6 чорний пішак · d5 чорна тура · e5 чорний пішак · f5 чорний король · g5 чорний пішак · h5 білий пішак · b4 чорний кінь · a3 чорний ферзь · g3 білий пішак · a2 чорний пішак · c2 чорний слон · d2 білий кінь · e2 білий пішак · f2 білий кінь · a1 чорний слон · f1 біла тура | b8 білий слон · d8 білий ферзь · d7 чорний пішак · f7 білий король · g7 чорний пішак · a6 чорний пішак · c6 чорний пішак · e6 чорний пішак · d5 чорна тура · e5 чорний пішак · f5 чорний король · g5 чорний пішак · h5 білий пішак · b4 чорний кінь · a3 чорний ферзь · g3 білий пішак · a2 чорний пішак · c2 чорний слон · d2 білий кінь · e2 білий пішак · f2 білий кінь · a1 чорний слон · f1 біла тура | b8 білий слон · d8 білий ферзь · d7 чорний пішак · f7 білий король · g7 чорний пішак · a6 чорний пішак · c6 чорний пішак · e6 чорний пішак · d5 чорна тура · e5 чорний пішак · f5 чорний король · g5 чорний пішак · h5 білий пішак · b4 чорний кінь · a3 чорний ферзь · g3 білий пішак · a2 чорний пішак · c2 чорний слон · d2 білий кінь · e2 білий пішак · f2 білий кінь · a1 чорний слон · f1 біла тура | 8 |
| 7 | b8 білий слон · d8 білий ферзь · d7 чорний пішак · f7 білий король · g7 чорний пішак · a6 чорний пішак · c6 чорний пішак · e6 чорний пішак · d5 чорна тура · e5 чорний пішак · f5 чорний король · g5 чорний пішак · h5 білий пішак · b4 чорний кінь · a3 чорний ферзь · g3 білий пішак · a2 чорний пішак · c2 чорний слон · d2 білий кінь · e2 білий пішак · f2 білий кінь · a1 чорний слон · f1 біла тура | b8 білий слон · d8 білий ферзь · d7 чорний пішак · f7 білий король · g7 чорний пішак · a6 чорний пішак · c6 чорний пішак · e6 чорний пішак · d5 чорна тура · e5 чорний пішак · f5 чорний король · g5 чорний пішак · h5 білий пішак · b4 чорний кінь · a3 чорний ферзь · g3 білий пішак · a2 чорний пішак · c2 чорний слон · d2 білий кінь · e2 білий пішак · f2 білий кінь · a1 чорний слон · f1 біла тура | b8 білий слон · d8 білий ферзь · d7 чорний пішак · f7 білий король · g7 чорний пішак · a6 чорний пішак · c6 чорний пішак · e6 чорний пішак · d5 чорна тура · e5 чорний пішак · f5 чорний король · g5 чорний пішак · h5 білий пішак · b4 чорний кінь · a3 чорний ферзь · g3 білий пішак · a2 чорний пішак · c2 чорний слон · d2 білий кінь · e2 білий пішак · f2 білий кінь · a1 чорний слон · f1 біла тура | b8 білий слон · d8 білий ферзь · d7 чорний пішак · f7 білий король · g7 чорний пішак · a6 чорний пішак · c6 чорний пішак · e6 чорний пішак · d5 чорна тура · e5 чорний пішак · f5 чорний король · g5 чорний пішак · h5 білий пішак · b4 чорний кінь · a3 чорний ферзь · g3 білий пішак · a2 чорний пішак · c2 чорний слон · d2 білий кінь · e2 білий пішак · f2 білий кінь · a1 чорний слон · f1 біла тура | b8 білий слон · d8 білий ферзь · d7 чорний пішак · f7 білий король · g7 чорний пішак · a6 чорний пішак · c6 чорний пішак · e6 чорний пішак · d5 чорна тура · e5 чорний пішак · f5 чорний король · g5 чорний пішак · h5 білий пішак · b4 чорний кінь · a3 чорний ферзь · g3 білий пішак · a2 чорний пішак · c2 чорний слон · d2 білий кінь · e2 білий пішак · f2 білий кінь · a1 чорний слон · f1 біла тура | b8 білий слон · d8 білий ферзь · d7 чорний пішак · f7 білий король · g7 чорний пішак · a6 чорний пішак · c6 чорний пішак · e6 чорний пішак · d5 чорна тура · e5 чорний пішак · f5 чорний король · g5 чорний пішак · h5 білий пішак · b4 чорний кінь · a3 чорний ферзь · g3 білий пішак · a2 чорний пішак · c2 чорний слон · d2 білий кінь · e2 білий пішак · f2 білий кінь · a1 чорний слон · f1 біла тура | b8 білий слон · d8 білий ферзь · d7 чорний пішак · f7 білий король · g7 чорний пішак · a6 чорний пішак · c6 чорний пішак · e6 чорний пішак · d5 чорна тура · e5 чорний пішак · f5 чорний король · g5 чорний пішак · h5 білий пішак · b4 чорний кінь · a3 чорний ферзь · g3 білий пішак · a2 чорний пішак · c2 чорний слон · d2 білий кінь · e2 білий пішак · f2 білий кінь · a1 чорний слон · f1 біла тура | b8 білий слон · d8 білий ферзь · d7 чорний пішак · f7 білий король · g7 чорний пішак · a6 чорний пішак · c6 чорний пішак · e6 чорний пішак · d5 чорна тура · e5 чорний пішак · f5 чорний король · g5 чорний пішак · h5 білий пішак · b4 чорний кінь · a3 чорний ферзь · g3 білий пішак · a2 чорний пішак · c2 чорний слон · d2 білий кінь · e2 білий пішак · f2 білий кінь · a1 чорний слон · f1 біла тура | 7 |
| 6 | b8 білий слон · d8 білий ферзь · d7 чорний пішак · f7 білий король · g7 чорний пішак · a6 чорний пішак · c6 чорний пішак · e6 чорний пішак · d5 чорна тура · e5 чорний пішак · f5 чорний король · g5 чорний пішак · h5 білий пішак · b4 чорний кінь · a3 чорний ферзь · g3 білий пішак · a2 чорний пішак · c2 чорний слон · d2 білий кінь · e2 білий пішак · f2 білий кінь · a1 чорний слон · f1 біла тура | b8 білий слон · d8 білий ферзь · d7 чорний пішак · f7 білий король · g7 чорний пішак · a6 чорний пішак · c6 чорний пішак · e6 чорний пішак · d5 чорна тура · e5 чорний пішак · f5 чорний король · g5 чорний пішак · h5 білий пішак · b4 чорний кінь · a3 чорний ферзь · g3 білий пішак · a2 чорний пішак · c2 чорний слон · d2 білий кінь · e2 білий пішак · f2 білий кінь · a1 чорний слон · f1 біла тура | b8 білий слон · d8 білий ферзь · d7 чорний пішак · f7 білий король · g7 чорний пішак · a6 чорний пішак · c6 чорний пішак · e6 чорний пішак · d5 чорна тура · e5 чорний пішак · f5 чорний король · g5 чорний пішак · h5 білий пішак · b4 чорний кінь · a3 чорний ферзь · g3 білий пішак · a2 чорний пішак · c2 чорний слон · d2 білий кінь · e2 білий пішак · f2 білий кінь · a1 чорний слон · f1 біла тура | b8 білий слон · d8 білий ферзь · d7 чорний пішак · f7 білий король · g7 чорний пішак · a6 чорний пішак · c6 чорний пішак · e6 чорний пішак · d5 чорна тура · e5 чорний пішак · f5 чорний король · g5 чорний пішак · h5 білий пішак · b4 чорний кінь · a3 чорний ферзь · g3 білий пішак · a2 чорний пішак · c2 чорний слон · d2 білий кінь · e2 білий пішак · f2 білий кінь · a1 чорний слон · f1 біла тура | b8 білий слон · d8 білий ферзь · d7 чорний пішак · f7 білий король · g7 чорний пішак · a6 чорний пішак · c6 чорний пішак · e6 чорний пішак · d5 чорна тура · e5 чорний пішак · f5 чорний король · g5 чорний пішак · h5 білий пішак · b4 чорний кінь · a3 чорний ферзь · g3 білий пішак · a2 чорний пішак · c2 чорний слон · d2 білий кінь · e2 білий пішак · f2 білий кінь · a1 чорний слон · f1 біла тура | b8 білий слон · d8 білий ферзь · d7 чорний пішак · f7 білий король · g7 чорний пішак · a6 чорний пішак · c6 чорний пішак · e6 чорний пішак · d5 чорна тура · e5 чорний пішак · f5 чорний король · g5 чорний пішак · h5 білий пішак · b4 чорний кінь · a3 чорний ферзь · g3 білий пішак · a2 чорний пішак · c2 чорний слон · d2 білий кінь · e2 білий пішак · f2 білий кінь · a1 чорний слон · f1 біла тура | b8 білий слон · d8 білий ферзь · d7 чорний пішак · f7 білий король · g7 чорний пішак · a6 чорний пішак · c6 чорний пішак · e6 чорний пішак · d5 чорна тура · e5 чорний пішак · f5 чорний король · g5 чорний пішак · h5 білий пішак · b4 чорний кінь · a3 чорний ферзь · g3 білий пішак · a2 чорний пішак · c2 чорний слон · d2 білий кінь · e2 білий пішак · f2 білий кінь · a1 чорний слон · f1 біла тура | b8 білий слон · d8 білий ферзь · d7 чорний пішак · f7 білий король · g7 чорний пішак · a6 чорний пішак · c6 чорний пішак · e6 чорний пішак · d5 чорна тура · e5 чорний пішак · f5 чорний король · g5 чорний пішак · h5 білий пішак · b4 чорний кінь · a3 чорний ферзь · g3 білий пішак · a2 чорний пішак · c2 чорний слон · d2 білий кінь · e2 білий пішак · f2 білий кінь · a1 чорний слон · f1 біла тура | 6 |
| 5 | b8 білий слон · d8 білий ферзь · d7 чорний пішак · f7 білий король · g7 чорний пішак · a6 чорний пішак · c6 чорний пішак · e6 чорний пішак · d5 чорна тура · e5 чорний пішак · f5 чорний король · g5 чорний пішак · h5 білий пішак · b4 чорний кінь · a3 чорний ферзь · g3 білий пішак · a2 чорний пішак · c2 чорний слон · d2 білий кінь · e2 білий пішак · f2 білий кінь · a1 чорний слон · f1 біла тура | b8 білий слон · d8 білий ферзь · d7 чорний пішак · f7 білий король · g7 чорний пішак · a6 чорний пішак · c6 чорний пішак · e6 чорний пішак · d5 чорна тура · e5 чорний пішак · f5 чорний король · g5 чорний пішак · h5 білий пішак · b4 чорний кінь · a3 чорний ферзь · g3 білий пішак · a2 чорний пішак · c2 чорний слон · d2 білий кінь · e2 білий пішак · f2 білий кінь · a1 чорний слон · f1 біла тура | b8 білий слон · d8 білий ферзь · d7 чорний пішак · f7 білий король · g7 чорний пішак · a6 чорний пішак · c6 чорний пішак · e6 чорний пішак · d5 чорна тура · e5 чорний пішак · f5 чорний король · g5 чорний пішак · h5 білий пішак · b4 чорний кінь · a3 чорний ферзь · g3 білий пішак · a2 чорний пішак · c2 чорний слон · d2 білий кінь · e2 білий пішак · f2 білий кінь · a1 чорний слон · f1 біла тура | b8 білий слон · d8 білий ферзь · d7 чорний пішак · f7 білий король · g7 чорний пішак · a6 чорний пішак · c6 чорний пішак · e6 чорний пішак · d5 чорна тура · e5 чорний пішак · f5 чорний король · g5 чорний пішак · h5 білий пішак · b4 чорний кінь · a3 чорний ферзь · g3 білий пішак · a2 чорний пішак · c2 чорний слон · d2 білий кінь · e2 білий пішак · f2 білий кінь · a1 чорний слон · f1 біла тура | b8 білий слон · d8 білий ферзь · d7 чорний пішак · f7 білий король · g7 чорний пішак · a6 чорний пішак · c6 чорний пішак · e6 чорний пішак · d5 чорна тура · e5 чорний пішак · f5 чорний король · g5 чорний пішак · h5 білий пішак · b4 чорний кінь · a3 чорний ферзь · g3 білий пішак · a2 чорний пішак · c2 чорний слон · d2 білий кінь · e2 білий пішак · f2 білий кінь · a1 чорний слон · f1 біла тура | b8 білий слон · d8 білий ферзь · d7 чорний пішак · f7 білий король · g7 чорний пішак · a6 чорний пішак · c6 чорний пішак · e6 чорний пішак · d5 чорна тура · e5 чорний пішак · f5 чорний король · g5 чорний пішак · h5 білий пішак · b4 чорний кінь · a3 чорний ферзь · g3 білий пішак · a2 чорний пішак · c2 чорний слон · d2 білий кінь · e2 білий пішак · f2 білий кінь · a1 чорний слон · f1 біла тура | b8 білий слон · d8 білий ферзь · d7 чорний пішак · f7 білий король · g7 чорний пішак · a6 чорний пішак · c6 чорний пішак · e6 чорний пішак · d5 чорна тура · e5 чорний пішак · f5 чорний король · g5 чорний пішак · h5 білий пішак · b4 чорний кінь · a3 чорний ферзь · g3 білий пішак · a2 чорний пішак · c2 чорний слон · d2 білий кінь · e2 білий пішак · f2 білий кінь · a1 чорний слон · f1 біла тура | b8 білий слон · d8 білий ферзь · d7 чорний пішак · f7 білий король · g7 чорний пішак · a6 чорний пішак · c6 чорний пішак · e6 чорний пішак · d5 чорна тура · e5 чорний пішак · f5 чорний король · g5 чорний пішак · h5 білий пішак · b4 чорний кінь · a3 чорний ферзь · g3 білий пішак · a2 чорний пішак · c2 чорний слон · d2 білий кінь · e2 білий пішак · f2 білий кінь · a1 чорний слон · f1 біла тура | 5 |
| 4 | b8 білий слон · d8 білий ферзь · d7 чорний пішак · f7 білий король · g7 чорний пішак · a6 чорний пішак · c6 чорний пішак · e6 чорний пішак · d5 чорна тура · e5 чорний пішак · f5 чорний король · g5 чорний пішак · h5 білий пішак · b4 чорний кінь · a3 чорний ферзь · g3 білий пішак · a2 чорний пішак · c2 чорний слон · d2 білий кінь · e2 білий пішак · f2 білий кінь · a1 чорний слон · f1 біла тура | b8 білий слон · d8 білий ферзь · d7 чорний пішак · f7 білий король · g7 чорний пішак · a6 чорний пішак · c6 чорний пішак · e6 чорний пішак · d5 чорна тура · e5 чорний пішак · f5 чорний король · g5 чорний пішак · h5 білий пішак · b4 чорний кінь · a3 чорний ферзь · g3 білий пішак · a2 чорний пішак · c2 чорний слон · d2 білий кінь · e2 білий пішак · f2 білий кінь · a1 чорний слон · f1 біла тура | b8 білий слон · d8 білий ферзь · d7 чорний пішак · f7 білий король · g7 чорний пішак · a6 чорний пішак · c6 чорний пішак · e6 чорний пішак · d5 чорна тура · e5 чорний пішак · f5 чорний король · g5 чорний пішак · h5 білий пішак · b4 чорний кінь · a3 чорний ферзь · g3 білий пішак · a2 чорний пішак · c2 чорний слон · d2 білий кінь · e2 білий пішак · f2 білий кінь · a1 чорний слон · f1 біла тура | b8 білий слон · d8 білий ферзь · d7 чорний пішак · f7 білий король · g7 чорний пішак · a6 чорний пішак · c6 чорний пішак · e6 чорний пішак · d5 чорна тура · e5 чорний пішак · f5 чорний король · g5 чорний пішак · h5 білий пішак · b4 чорний кінь · a3 чорний ферзь · g3 білий пішак · a2 чорний пішак · c2 чорний слон · d2 білий кінь · e2 білий пішак · f2 білий кінь · a1 чорний слон · f1 біла тура | b8 білий слон · d8 білий ферзь · d7 чорний пішак · f7 білий король · g7 чорний пішак · a6 чорний пішак · c6 чорний пішак · e6 чорний пішак · d5 чорна тура · e5 чорний пішак · f5 чорний король · g5 чорний пішак · h5 білий пішак · b4 чорний кінь · a3 чорний ферзь · g3 білий пішак · a2 чорний пішак · c2 чорний слон · d2 білий кінь · e2 білий пішак · f2 білий кінь · a1 чорний слон · f1 біла тура | b8 білий слон · d8 білий ферзь · d7 чорний пішак · f7 білий король · g7 чорний пішак · a6 чорний пішак · c6 чорний пішак · e6 чорний пішак · d5 чорна тура · e5 чорний пішак · f5 чорний король · g5 чорний пішак · h5 білий пішак · b4 чорний кінь · a3 чорний ферзь · g3 білий пішак · a2 чорний пішак · c2 чорний слон · d2 білий кінь · e2 білий пішак · f2 білий кінь · a1 чорний слон · f1 біла тура | b8 білий слон · d8 білий ферзь · d7 чорний пішак · f7 білий король · g7 чорний пішак · a6 чорний пішак · c6 чорний пішак · e6 чорний пішак · d5 чорна тура · e5 чорний пішак · f5 чорний король · g5 чорний пішак · h5 білий пішак · b4 чорний кінь · a3 чорний ферзь · g3 білий пішак · a2 чорний пішак · c2 чорний слон · d2 білий кінь · e2 білий пішак · f2 білий кінь · a1 чорний слон · f1 біла тура | b8 білий слон · d8 білий ферзь · d7 чорний пішак · f7 білий король · g7 чорний пішак · a6 чорний пішак · c6 чорний пішак · e6 чорний пішак · d5 чорна тура · e5 чорний пішак · f5 чорний король · g5 чорний пішак · h5 білий пішак · b4 чорний кінь · a3 чорний ферзь · g3 білий пішак · a2 чорний пішак · c2 чорний слон · d2 білий кінь · e2 білий пішак · f2 білий кінь · a1 чорний слон · f1 біла тура | 4 |
| 3 | b8 білий слон · d8 білий ферзь · d7 чорний пішак · f7 білий король · g7 чорний пішак · a6 чорний пішак · c6 чорний пішак · e6 чорний пішак · d5 чорна тура · e5 чорний пішак · f5 чорний король · g5 чорний пішак · h5 білий пішак · b4 чорний кінь · a3 чорний ферзь · g3 білий пішак · a2 чорний пішак · c2 чорний слон · d2 білий кінь · e2 білий пішак · f2 білий кінь · a1 чорний слон · f1 біла тура | b8 білий слон · d8 білий ферзь · d7 чорний пішак · f7 білий король · g7 чорний пішак · a6 чорний пішак · c6 чорний пішак · e6 чорний пішак · d5 чорна тура · e5 чорний пішак · f5 чорний король · g5 чорний пішак · h5 білий пішак · b4 чорний кінь · a3 чорний ферзь · g3 білий пішак · a2 чорний пішак · c2 чорний слон · d2 білий кінь · e2 білий пішак · f2 білий кінь · a1 чорний слон · f1 біла тура | b8 білий слон · d8 білий ферзь · d7 чорний пішак · f7 білий король · g7 чорний пішак · a6 чорний пішак · c6 чорний пішак · e6 чорний пішак · d5 чорна тура · e5 чорний пішак · f5 чорний король · g5 чорний пішак · h5 білий пішак · b4 чорний кінь · a3 чорний ферзь · g3 білий пішак · a2 чорний пішак · c2 чорний слон · d2 білий кінь · e2 білий пішак · f2 білий кінь · a1 чорний слон · f1 біла тура | b8 білий слон · d8 білий ферзь · d7 чорний пішак · f7 білий король · g7 чорний пішак · a6 чорний пішак · c6 чорний пішак · e6 чорний пішак · d5 чорна тура · e5 чорний пішак · f5 чорний король · g5 чорний пішак · h5 білий пішак · b4 чорний кінь · a3 чорний ферзь · g3 білий пішак · a2 чорний пішак · c2 чорний слон · d2 білий кінь · e2 білий пішак · f2 білий кінь · a1 чорний слон · f1 біла тура | b8 білий слон · d8 білий ферзь · d7 чорний пішак · f7 білий король · g7 чорний пішак · a6 чорний пішак · c6 чорний пішак · e6 чорний пішак · d5 чорна тура · e5 чорний пішак · f5 чорний король · g5 чорний пішак · h5 білий пішак · b4 чорний кінь · a3 чорний ферзь · g3 білий пішак · a2 чорний пішак · c2 чорний слон · d2 білий кінь · e2 білий пішак · f2 білий кінь · a1 чорний слон · f1 біла тура | b8 білий слон · d8 білий ферзь · d7 чорний пішак · f7 білий король · g7 чорний пішак · a6 чорний пішак · c6 чорний пішак · e6 чорний пішак · d5 чорна тура · e5 чорний пішак · f5 чорний король · g5 чорний пішак · h5 білий пішак · b4 чорний кінь · a3 чорний ферзь · g3 білий пішак · a2 чорний пішак · c2 чорний слон · d2 білий кінь · e2 білий пішак · f2 білий кінь · a1 чорний слон · f1 біла тура | b8 білий слон · d8 білий ферзь · d7 чорний пішак · f7 білий король · g7 чорний пішак · a6 чорний пішак · c6 чорний пішак · e6 чорний пішак · d5 чорна тура · e5 чорний пішак · f5 чорний король · g5 чорний пішак · h5 білий пішак · b4 чорний кінь · a3 чорний ферзь · g3 білий пішак · a2 чорний пішак · c2 чорний слон · d2 білий кінь · e2 білий пішак · f2 білий кінь · a1 чорний слон · f1 біла тура | b8 білий слон · d8 білий ферзь · d7 чорний пішак · f7 білий король · g7 чорний пішак · a6 чорний пішак · c6 чорний пішак · e6 чорний пішак · d5 чорна тура · e5 чорний пішак · f5 чорний король · g5 чорний пішак · h5 білий пішак · b4 чорний кінь · a3 чорний ферзь · g3 білий пішак · a2 чорний пішак · c2 чорний слон · d2 білий кінь · e2 білий пішак · f2 білий кінь · a1 чорний слон · f1 біла тура | 3 |
| 2 | b8 білий слон · d8 білий ферзь · d7 чорний пішак · f7 білий король · g7 чорний пішак · a6 чорний пішак · c6 чорний пішак · e6 чорний пішак · d5 чорна тура · e5 чорний пішак · f5 чорний король · g5 чорний пішак · h5 білий пішак · b4 чорний кінь · a3 чорний ферзь · g3 білий пішак · a2 чорний пішак · c2 чорний слон · d2 білий кінь · e2 білий пішак · f2 білий кінь · a1 чорний слон · f1 біла тура | b8 білий слон · d8 білий ферзь · d7 чорний пішак · f7 білий король · g7 чорний пішак · a6 чорний пішак · c6 чорний пішак · e6 чорний пішак · d5 чорна тура · e5 чорний пішак · f5 чорний король · g5 чорний пішак · h5 білий пішак · b4 чорний кінь · a3 чорний ферзь · g3 білий пішак · a2 чорний пішак · c2 чорний слон · d2 білий кінь · e2 білий пішак · f2 білий кінь · a1 чорний слон · f1 біла тура | b8 білий слон · d8 білий ферзь · d7 чорний пішак · f7 білий король · g7 чорний пішак · a6 чорний пішак · c6 чорний пішак · e6 чорний пішак · d5 чорна тура · e5 чорний пішак · f5 чорний король · g5 чорний пішак · h5 білий пішак · b4 чорний кінь · a3 чорний ферзь · g3 білий пішак · a2 чорний пішак · c2 чорний слон · d2 білий кінь · e2 білий пішак · f2 білий кінь · a1 чорний слон · f1 біла тура | b8 білий слон · d8 білий ферзь · d7 чорний пішак · f7 білий король · g7 чорний пішак · a6 чорний пішак · c6 чорний пішак · e6 чорний пішак · d5 чорна тура · e5 чорний пішак · f5 чорний король · g5 чорний пішак · h5 білий пішак · b4 чорний кінь · a3 чорний ферзь · g3 білий пішак · a2 чорний пішак · c2 чорний слон · d2 білий кінь · e2 білий пішак · f2 білий кінь · a1 чорний слон · f1 біла тура | b8 білий слон · d8 білий ферзь · d7 чорний пішак · f7 білий король · g7 чорний пішак · a6 чорний пішак · c6 чорний пішак · e6 чорний пішак · d5 чорна тура · e5 чорний пішак · f5 чорний король · g5 чорний пішак · h5 білий пішак · b4 чорний кінь · a3 чорний ферзь · g3 білий пішак · a2 чорний пішак · c2 чорний слон · d2 білий кінь · e2 білий пішак · f2 білий кінь · a1 чорний слон · f1 біла тура | b8 білий слон · d8 білий ферзь · d7 чорний пішак · f7 білий король · g7 чорний пішак · a6 чорний пішак · c6 чорний пішак · e6 чорний пішак · d5 чорна тура · e5 чорний пішак · f5 чорний король · g5 чорний пішак · h5 білий пішак · b4 чорний кінь · a3 чорний ферзь · g3 білий пішак · a2 чорний пішак · c2 чорний слон · d2 білий кінь · e2 білий пішак · f2 білий кінь · a1 чорний слон · f1 біла тура | b8 білий слон · d8 білий ферзь · d7 чорний пішак · f7 білий король · g7 чорний пішак · a6 чорний пішак · c6 чорний пішак · e6 чорний пішак · d5 чорна тура · e5 чорний пішак · f5 чорний король · g5 чорний пішак · h5 білий пішак · b4 чорний кінь · a3 чорний ферзь · g3 білий пішак · a2 чорний пішак · c2 чорний слон · d2 білий кінь · e2 білий пішак · f2 білий кінь · a1 чорний слон · f1 біла тура | b8 білий слон · d8 білий ферзь · d7 чорний пішак · f7 білий король · g7 чорний пішак · a6 чорний пішак · c6 чорний пішак · e6 чорний пішак · d5 чорна тура · e5 чорний пішак · f5 чорний король · g5 чорний пішак · h5 білий пішак · b4 чорний кінь · a3 чорний ферзь · g3 білий пішак · a2 чорний пішак · c2 чорний слон · d2 білий кінь · e2 білий пішак · f2 білий кінь · a1 чорний слон · f1 біла тура | 2 |
| 1 | b8 білий слон · d8 білий ферзь · d7 чорний пішак · f7 білий король · g7 чорний пішак · a6 чорний пішак · c6 чорний пішак · e6 чорний пішак · d5 чорна тура · e5 чорний пішак · f5 чорний король · g5 чорний пішак · h5 білий пішак · b4 чорний кінь · a3 чорний ферзь · g3 білий пішак · a2 чорний пішак · c2 чорний слон · d2 білий кінь · e2 білий пішак · f2 білий кінь · a1 чорний слон · f1 біла тура | b8 білий слон · d8 білий ферзь · d7 чорний пішак · f7 білий король · g7 чорний пішак · a6 чорний пішак · c6 чорний пішак · e6 чорний пішак · d5 чорна тура · e5 чорний пішак · f5 чорний король · g5 чорний пішак · h5 білий пішак · b4 чорний кінь · a3 чорний ферзь · g3 білий пішак · a2 чорний пішак · c2 чорний слон · d2 білий кінь · e2 білий пішак · f2 білий кінь · a1 чорний слон · f1 біла тура | b8 білий слон · d8 білий ферзь · d7 чорний пішак · f7 білий король · g7 чорний пішак · a6 чорний пішак · c6 чорний пішак · e6 чорний пішак · d5 чорна тура · e5 чорний пішак · f5 чорний король · g5 чорний пішак · h5 білий пішак · b4 чорний кінь · a3 чорний ферзь · g3 білий пішак · a2 чорний пішак · c2 чорний слон · d2 білий кінь · e2 білий пішак · f2 білий кінь · a1 чорний слон · f1 біла тура | b8 білий слон · d8 білий ферзь · d7 чорний пішак · f7 білий король · g7 чорний пішак · a6 чорний пішак · c6 чорний пішак · e6 чорний пішак · d5 чорна тура · e5 чорний пішак · f5 чорний король · g5 чорний пішак · h5 білий пішак · b4 чорний кінь · a3 чорний ферзь · g3 білий пішак · a2 чорний пішак · c2 чорний слон · d2 білий кінь · e2 білий пішак · f2 білий кінь · a1 чорний слон · f1 біла тура | b8 білий слон · d8 білий ферзь · d7 чорний пішак · f7 білий король · g7 чорний пішак · a6 чорний пішак · c6 чорний пішак · e6 чорний пішак · d5 чорна тура · e5 чорний пішак · f5 чорний король · g5 чорний пішак · h5 білий пішак · b4 чорний кінь · a3 чорний ферзь · g3 білий пішак · a2 чорний пішак · c2 чорний слон · d2 білий кінь · e2 білий пішак · f2 білий кінь · a1 чорний слон · f1 біла тура | b8 білий слон · d8 білий ферзь · d7 чорний пішак · f7 білий король · g7 чорний пішак · a6 чорний пішак · c6 чорний пішак · e6 чорний пішак · d5 чорна тура · e5 чорний пішак · f5 чорний король · g5 чорний пішак · h5 білий пішак · b4 чорний кінь · a3 чорний ферзь · g3 білий пішак · a2 чорний пішак · c2 чорний слон · d2 білий кінь · e2 білий пішак · f2 білий кінь · a1 чорний слон · f1 біла тура | b8 білий слон · d8 білий ферзь · d7 чорний пішак · f7 білий король · g7 чорний пішак · a6 чорний пішак · c6 чорний пішак · e6 чорний пішак · d5 чорна тура · e5 чорний пішак · f5 чорний король · g5 чорний пішак · h5 білий пішак · b4 чорний кінь · a3 чорний ферзь · g3 білий пішак · a2 чорний пішак · c2 чорний слон · d2 білий кінь · e2 білий пішак · f2 білий кінь · a1 чорний слон · f1 біла тура | b8 білий слон · d8 білий ферзь · d7 чорний пішак · f7 білий король · g7 чорний пішак · a6 чорний пішак · c6 чорний пішак · e6 чорний пішак · d5 чорна тура · e5 чорний пішак · f5 чорний король · g5 чорний пішак · h5 білий пішак · b4 чорний кінь · a3 чорний ферзь · g3 білий пішак · a2 чорний пішак · c2 чорний слон · d2 білий кінь · e2 білий пішак · f2 білий кінь · a1 чорний слон · f1 біла тура | 1 |
|   | a | b | c | d | e | f | g | h |   |

FEN: 1B1Q4/3p1Kp1/p1p1p3/3rpkpP/1n6/q5P1/p1bNPN2/b4R2
1. Kg8! ~ 2. Qf8#
1. ... Sd3 (Aa) 2. e4# (Bb)
1. ... e4   (Bb) 2. g4# (Cc) 
1. ... g4   (Cc) 2. Sd3# (Aa)
|   | a | b | c | d | e | f | g | h |   |
| 8 | e8 чорний кінь · h8 білий король · d7 білий слон · f7 білий кінь · h7 білий ферзь · c6 білий кінь · d6 білий пішак · f6 чорний король · g6 чорний пішак · c5 чорний пішак · f5 чорний пішак · g4 білий пішак · h4 білий пішак · c3 біла тура · g3 чорна тура · a2 чорний слон · a1 білий слон · c1 чорний ферзь · e1 чорний кінь · f1 чорна тура · g1 чорний слон | e8 чорний кінь · h8 білий король · d7 білий слон · f7 білий кінь · h7 білий ферзь · c6 білий кінь · d6 білий пішак · f6 чорний король · g6 чорний пішак · c5 чорний пішак · f5 чорний пішак · g4 білий пішак · h4 білий пішак · c3 біла тура · g3 чорна тура · a2 чорний слон · a1 білий слон · c1 чорний ферзь · e1 чорний кінь · f1 чорна тура · g1 чорний слон | e8 чорний кінь · h8 білий король · d7 білий слон · f7 білий кінь · h7 білий ферзь · c6 білий кінь · d6 білий пішак · f6 чорний король · g6 чорний пішак · c5 чорний пішак · f5 чорний пішак · g4 білий пішак · h4 білий пішак · c3 біла тура · g3 чорна тура · a2 чорний слон · a1 білий слон · c1 чорний ферзь · e1 чорний кінь · f1 чорна тура · g1 чорний слон | e8 чорний кінь · h8 білий король · d7 білий слон · f7 білий кінь · h7 білий ферзь · c6 білий кінь · d6 білий пішак · f6 чорний король · g6 чорний пішак · c5 чорний пішак · f5 чорний пішак · g4 білий пішак · h4 білий пішак · c3 біла тура · g3 чорна тура · a2 чорний слон · a1 білий слон · c1 чорний ферзь · e1 чорний кінь · f1 чорна тура · g1 чорний слон | e8 чорний кінь · h8 білий король · d7 білий слон · f7 білий кінь · h7 білий ферзь · c6 білий кінь · d6 білий пішак · f6 чорний король · g6 чорний пішак · c5 чорний пішак · f5 чорний пішак · g4 білий пішак · h4 білий пішак · c3 біла тура · g3 чорна тура · a2 чорний слон · a1 білий слон · c1 чорний ферзь · e1 чорний кінь · f1 чорна тура · g1 чорний слон | e8 чорний кінь · h8 білий король · d7 білий слон · f7 білий кінь · h7 білий ферзь · c6 білий кінь · d6 білий пішак · f6 чорний король · g6 чорний пішак · c5 чорний пішак · f5 чорний пішак · g4 білий пішак · h4 білий пішак · c3 біла тура · g3 чорна тура · a2 чорний слон · a1 білий слон · c1 чорний ферзь · e1 чорний кінь · f1 чорна тура · g1 чорний слон | e8 чорний кінь · h8 білий король · d7 білий слон · f7 білий кінь · h7 білий ферзь · c6 білий кінь · d6 білий пішак · f6 чорний король · g6 чорний пішак · c5 чорний пішак · f5 чорний пішак · g4 білий пішак · h4 білий пішак · c3 біла тура · g3 чорна тура · a2 чорний слон · a1 білий слон · c1 чорний ферзь · e1 чорний кінь · f1 чорна тура · g1 чорний слон | e8 чорний кінь · h8 білий король · d7 білий слон · f7 білий кінь · h7 білий ферзь · c6 білий кінь · d6 білий пішак · f6 чорний король · g6 чорний пішак · c5 чорний пішак · f5 чорний пішак · g4 білий пішак · h4 білий пішак · c3 біла тура · g3 чорна тура · a2 чорний слон · a1 білий слон · c1 чорний ферзь · e1 чорний кінь · f1 чорна тура · g1 чорний слон | 8 |
| 7 | e8 чорний кінь · h8 білий король · d7 білий слон · f7 білий кінь · h7 білий ферзь · c6 білий кінь · d6 білий пішак · f6 чорний король · g6 чорний пішак · c5 чорний пішак · f5 чорний пішак · g4 білий пішак · h4 білий пішак · c3 біла тура · g3 чорна тура · a2 чорний слон · a1 білий слон · c1 чорний ферзь · e1 чорний кінь · f1 чорна тура · g1 чорний слон | e8 чорний кінь · h8 білий король · d7 білий слон · f7 білий кінь · h7 білий ферзь · c6 білий кінь · d6 білий пішак · f6 чорний король · g6 чорний пішак · c5 чорний пішак · f5 чорний пішак · g4 білий пішак · h4 білий пішак · c3 біла тура · g3 чорна тура · a2 чорний слон · a1 білий слон · c1 чорний ферзь · e1 чорний кінь · f1 чорна тура · g1 чорний слон | e8 чорний кінь · h8 білий король · d7 білий слон · f7 білий кінь · h7 білий ферзь · c6 білий кінь · d6 білий пішак · f6 чорний король · g6 чорний пішак · c5 чорний пішак · f5 чорний пішак · g4 білий пішак · h4 білий пішак · c3 біла тура · g3 чорна тура · a2 чорний слон · a1 білий слон · c1 чорний ферзь · e1 чорний кінь · f1 чорна тура · g1 чорний слон | e8 чорний кінь · h8 білий король · d7 білий слон · f7 білий кінь · h7 білий ферзь · c6 білий кінь · d6 білий пішак · f6 чорний король · g6 чорний пішак · c5 чорний пішак · f5 чорний пішак · g4 білий пішак · h4 білий пішак · c3 біла тура · g3 чорна тура · a2 чорний слон · a1 білий слон · c1 чорний ферзь · e1 чорний кінь · f1 чорна тура · g1 чорний слон | e8 чорний кінь · h8 білий король · d7 білий слон · f7 білий кінь · h7 білий ферзь · c6 білий кінь · d6 білий пішак · f6 чорний король · g6 чорний пішак · c5 чорний пішак · f5 чорний пішак · g4 білий пішак · h4 білий пішак · c3 біла тура · g3 чорна тура · a2 чорний слон · a1 білий слон · c1 чорний ферзь · e1 чорний кінь · f1 чорна тура · g1 чорний слон | e8 чорний кінь · h8 білий король · d7 білий слон · f7 білий кінь · h7 білий ферзь · c6 білий кінь · d6 білий пішак · f6 чорний король · g6 чорний пішак · c5 чорний пішак · f5 чорний пішак · g4 білий пішак · h4 білий пішак · c3 біла тура · g3 чорна тура · a2 чорний слон · a1 білий слон · c1 чорний ферзь · e1 чорний кінь · f1 чорна тура · g1 чорний слон | e8 чорний кінь · h8 білий король · d7 білий слон · f7 білий кінь · h7 білий ферзь · c6 білий кінь · d6 білий пішак · f6 чорний король · g6 чорний пішак · c5 чорний пішак · f5 чорний пішак · g4 білий пішак · h4 білий пішак · c3 біла тура · g3 чорна тура · a2 чорний слон · a1 білий слон · c1 чорний ферзь · e1 чорний кінь · f1 чорна тура · g1 чорний слон | e8 чорний кінь · h8 білий король · d7 білий слон · f7 білий кінь · h7 білий ферзь · c6 білий кінь · d6 білий пішак · f6 чорний король · g6 чорний пішак · c5 чорний пішак · f5 чорний пішак · g4 білий пішак · h4 білий пішак · c3 біла тура · g3 чорна тура · a2 чорний слон · a1 білий слон · c1 чорний ферзь · e1 чорний кінь · f1 чорна тура · g1 чорний слон | 7 |
| 6 | e8 чорний кінь · h8 білий король · d7 білий слон · f7 білий кінь · h7 білий ферзь · c6 білий кінь · d6 білий пішак · f6 чорний король · g6 чорний пішак · c5 чорний пішак · f5 чорний пішак · g4 білий пішак · h4 білий пішак · c3 біла тура · g3 чорна тура · a2 чорний слон · a1 білий слон · c1 чорний ферзь · e1 чорний кінь · f1 чорна тура · g1 чорний слон | e8 чорний кінь · h8 білий король · d7 білий слон · f7 білий кінь · h7 білий ферзь · c6 білий кінь · d6 білий пішак · f6 чорний король · g6 чорний пішак · c5 чорний пішак · f5 чорний пішак · g4 білий пішак · h4 білий пішак · c3 біла тура · g3 чорна тура · a2 чорний слон · a1 білий слон · c1 чорний ферзь · e1 чорний кінь · f1 чорна тура · g1 чорний слон | e8 чорний кінь · h8 білий король · d7 білий слон · f7 білий кінь · h7 білий ферзь · c6 білий кінь · d6 білий пішак · f6 чорний король · g6 чорний пішак · c5 чорний пішак · f5 чорний пішак · g4 білий пішак · h4 білий пішак · c3 біла тура · g3 чорна тура · a2 чорний слон · a1 білий слон · c1 чорний ферзь · e1 чорний кінь · f1 чорна тура · g1 чорний слон | e8 чорний кінь · h8 білий король · d7 білий слон · f7 білий кінь · h7 білий ферзь · c6 білий кінь · d6 білий пішак · f6 чорний король · g6 чорний пішак · c5 чорний пішак · f5 чорний пішак · g4 білий пішак · h4 білий пішак · c3 біла тура · g3 чорна тура · a2 чорний слон · a1 білий слон · c1 чорний ферзь · e1 чорний кінь · f1 чорна тура · g1 чорний слон | e8 чорний кінь · h8 білий король · d7 білий слон · f7 білий кінь · h7 білий ферзь · c6 білий кінь · d6 білий пішак · f6 чорний король · g6 чорний пішак · c5 чорний пішак · f5 чорний пішак · g4 білий пішак · h4 білий пішак · c3 біла тура · g3 чорна тура · a2 чорний слон · a1 білий слон · c1 чорний ферзь · e1 чорний кінь · f1 чорна тура · g1 чорний слон | e8 чорний кінь · h8 білий король · d7 білий слон · f7 білий кінь · h7 білий ферзь · c6 білий кінь · d6 білий пішак · f6 чорний король · g6 чорний пішак · c5 чорний пішак · f5 чорний пішак · g4 білий пішак · h4 білий пішак · c3 біла тура · g3 чорна тура · a2 чорний слон · a1 білий слон · c1 чорний ферзь · e1 чорний кінь · f1 чорна тура · g1 чорний слон | e8 чорний кінь · h8 білий король · d7 білий слон · f7 білий кінь · h7 білий ферзь · c6 білий кінь · d6 білий пішак · f6 чорний король · g6 чорний пішак · c5 чорний пішак · f5 чорний пішак · g4 білий пішак · h4 білий пішак · c3 біла тура · g3 чорна тура · a2 чорний слон · a1 білий слон · c1 чорний ферзь · e1 чорний кінь · f1 чорна тура · g1 чорний слон | e8 чорний кінь · h8 білий король · d7 білий слон · f7 білий кінь · h7 білий ферзь · c6 білий кінь · d6 білий пішак · f6 чорний король · g6 чорний пішак · c5 чорний пішак · f5 чорний пішак · g4 білий пішак · h4 білий пішак · c3 біла тура · g3 чорна тура · a2 чорний слон · a1 білий слон · c1 чорний ферзь · e1 чорний кінь · f1 чорна тура · g1 чорний слон | 6 |
| 5 | e8 чорний кінь · h8 білий король · d7 білий слон · f7 білий кінь · h7 білий ферзь · c6 білий кінь · d6 білий пішак · f6 чорний король · g6 чорний пішак · c5 чорний пішак · f5 чорний пішак · g4 білий пішак · h4 білий пішак · c3 біла тура · g3 чорна тура · a2 чорний слон · a1 білий слон · c1 чорний ферзь · e1 чорний кінь · f1 чорна тура · g1 чорний слон | e8 чорний кінь · h8 білий король · d7 білий слон · f7 білий кінь · h7 білий ферзь · c6 білий кінь · d6 білий пішак · f6 чорний король · g6 чорний пішак · c5 чорний пішак · f5 чорний пішак · g4 білий пішак · h4 білий пішак · c3 біла тура · g3 чорна тура · a2 чорний слон · a1 білий слон · c1 чорний ферзь · e1 чорний кінь · f1 чорна тура · g1 чорний слон | e8 чорний кінь · h8 білий король · d7 білий слон · f7 білий кінь · h7 білий ферзь · c6 білий кінь · d6 білий пішак · f6 чорний король · g6 чорний пішак · c5 чорний пішак · f5 чорний пішак · g4 білий пішак · h4 білий пішак · c3 біла тура · g3 чорна тура · a2 чорний слон · a1 білий слон · c1 чорний ферзь · e1 чорний кінь · f1 чорна тура · g1 чорний слон | e8 чорний кінь · h8 білий король · d7 білий слон · f7 білий кінь · h7 білий ферзь · c6 білий кінь · d6 білий пішак · f6 чорний король · g6 чорний пішак · c5 чорний пішак · f5 чорний пішак · g4 білий пішак · h4 білий пішак · c3 біла тура · g3 чорна тура · a2 чорний слон · a1 білий слон · c1 чорний ферзь · e1 чорний кінь · f1 чорна тура · g1 чорний слон | e8 чорний кінь · h8 білий король · d7 білий слон · f7 білий кінь · h7 білий ферзь · c6 білий кінь · d6 білий пішак · f6 чорний король · g6 чорний пішак · c5 чорний пішак · f5 чорний пішак · g4 білий пішак · h4 білий пішак · c3 біла тура · g3 чорна тура · a2 чорний слон · a1 білий слон · c1 чорний ферзь · e1 чорний кінь · f1 чорна тура · g1 чорний слон | e8 чорний кінь · h8 білий король · d7 білий слон · f7 білий кінь · h7 білий ферзь · c6 білий кінь · d6 білий пішак · f6 чорний король · g6 чорний пішак · c5 чорний пішак · f5 чорний пішак · g4 білий пішак · h4 білий пішак · c3 біла тура · g3 чорна тура · a2 чорний слон · a1 білий слон · c1 чорний ферзь · e1 чорний кінь · f1 чорна тура · g1 чорний слон | e8 чорний кінь · h8 білий король · d7 білий слон · f7 білий кінь · h7 білий ферзь · c6 білий кінь · d6 білий пішак · f6 чорний король · g6 чорний пішак · c5 чорний пішак · f5 чорний пішак · g4 білий пішак · h4 білий пішак · c3 біла тура · g3 чорна тура · a2 чорний слон · a1 білий слон · c1 чорний ферзь · e1 чорний кінь · f1 чорна тура · g1 чорний слон | e8 чорний кінь · h8 білий король · d7 білий слон · f7 білий кінь · h7 білий ферзь · c6 білий кінь · d6 білий пішак · f6 чорний король · g6 чорний пішак · c5 чорний пішак · f5 чорний пішак · g4 білий пішак · h4 білий пішак · c3 біла тура · g3 чорна тура · a2 чорний слон · a1 білий слон · c1 чорний ферзь · e1 чорний кінь · f1 чорна тура · g1 чорний слон | 5 |
| 4 | e8 чорний кінь · h8 білий король · d7 білий слон · f7 білий кінь · h7 білий ферзь · c6 білий кінь · d6 білий пішак · f6 чорний король · g6 чорний пішак · c5 чорний пішак · f5 чорний пішак · g4 білий пішак · h4 білий пішак · c3 біла тура · g3 чорна тура · a2 чорний слон · a1 білий слон · c1 чорний ферзь · e1 чорний кінь · f1 чорна тура · g1 чорний слон | e8 чорний кінь · h8 білий король · d7 білий слон · f7 білий кінь · h7 білий ферзь · c6 білий кінь · d6 білий пішак · f6 чорний король · g6 чорний пішак · c5 чорний пішак · f5 чорний пішак · g4 білий пішак · h4 білий пішак · c3 біла тура · g3 чорна тура · a2 чорний слон · a1 білий слон · c1 чорний ферзь · e1 чорний кінь · f1 чорна тура · g1 чорний слон | e8 чорний кінь · h8 білий король · d7 білий слон · f7 білий кінь · h7 білий ферзь · c6 білий кінь · d6 білий пішак · f6 чорний король · g6 чорний пішак · c5 чорний пішак · f5 чорний пішак · g4 білий пішак · h4 білий пішак · c3 біла тура · g3 чорна тура · a2 чорний слон · a1 білий слон · c1 чорний ферзь · e1 чорний кінь · f1 чорна тура · g1 чорний слон | e8 чорний кінь · h8 білий король · d7 білий слон · f7 білий кінь · h7 білий ферзь · c6 білий кінь · d6 білий пішак · f6 чорний король · g6 чорний пішак · c5 чорний пішак · f5 чорний пішак · g4 білий пішак · h4 білий пішак · c3 біла тура · g3 чорна тура · a2 чорний слон · a1 білий слон · c1 чорний ферзь · e1 чорний кінь · f1 чорна тура · g1 чорний слон | e8 чорний кінь · h8 білий король · d7 білий слон · f7 білий кінь · h7 білий ферзь · c6 білий кінь · d6 білий пішак · f6 чорний король · g6 чорний пішак · c5 чорний пішак · f5 чорний пішак · g4 білий пішак · h4 білий пішак · c3 біла тура · g3 чорна тура · a2 чорний слон · a1 білий слон · c1 чорний ферзь · e1 чорний кінь · f1 чорна тура · g1 чорний слон | e8 чорний кінь · h8 білий король · d7 білий слон · f7 білий кінь · h7 білий ферзь · c6 білий кінь · d6 білий пішак · f6 чорний король · g6 чорний пішак · c5 чорний пішак · f5 чорний пішак · g4 білий пішак · h4 білий пішак · c3 біла тура · g3 чорна тура · a2 чорний слон · a1 білий слон · c1 чорний ферзь · e1 чорний кінь · f1 чорна тура · g1 чорний слон | e8 чорний кінь · h8 білий король · d7 білий слон · f7 білий кінь · h7 білий ферзь · c6 білий кінь · d6 білий пішак · f6 чорний король · g6 чорний пішак · c5 чорний пішак · f5 чорний пішак · g4 білий пішак · h4 білий пішак · c3 біла тура · g3 чорна тура · a2 чорний слон · a1 білий слон · c1 чорний ферзь · e1 чорний кінь · f1 чорна тура · g1 чорний слон | e8 чорний кінь · h8 білий король · d7 білий слон · f7 білий кінь · h7 білий ферзь · c6 білий кінь · d6 білий пішак · f6 чорний король · g6 чорний пішак · c5 чорний пішак · f5 чорний пішак · g4 білий пішак · h4 білий пішак · c3 біла тура · g3 чорна тура · a2 чорний слон · a1 білий слон · c1 чорний ферзь · e1 чорний кінь · f1 чорна тура · g1 чорний слон | 4 |
| 3 | e8 чорний кінь · h8 білий король · d7 білий слон · f7 білий кінь · h7 білий ферзь · c6 білий кінь · d6 білий пішак · f6 чорний король · g6 чорний пішак · c5 чорний пішак · f5 чорний пішак · g4 білий пішак · h4 білий пішак · c3 біла тура · g3 чорна тура · a2 чорний слон · a1 білий слон · c1 чорний ферзь · e1 чорний кінь · f1 чорна тура · g1 чорний слон | e8 чорний кінь · h8 білий король · d7 білий слон · f7 білий кінь · h7 білий ферзь · c6 білий кінь · d6 білий пішак · f6 чорний король · g6 чорний пішак · c5 чорний пішак · f5 чорний пішак · g4 білий пішак · h4 білий пішак · c3 біла тура · g3 чорна тура · a2 чорний слон · a1 білий слон · c1 чорний ферзь · e1 чорний кінь · f1 чорна тура · g1 чорний слон | e8 чорний кінь · h8 білий король · d7 білий слон · f7 білий кінь · h7 білий ферзь · c6 білий кінь · d6 білий пішак · f6 чорний король · g6 чорний пішак · c5 чорний пішак · f5 чорний пішак · g4 білий пішак · h4 білий пішак · c3 біла тура · g3 чорна тура · a2 чорний слон · a1 білий слон · c1 чорний ферзь · e1 чорний кінь · f1 чорна тура · g1 чорний слон | e8 чорний кінь · h8 білий король · d7 білий слон · f7 білий кінь · h7 білий ферзь · c6 білий кінь · d6 білий пішак · f6 чорний король · g6 чорний пішак · c5 чорний пішак · f5 чорний пішак · g4 білий пішак · h4 білий пішак · c3 біла тура · g3 чорна тура · a2 чорний слон · a1 білий слон · c1 чорний ферзь · e1 чорний кінь · f1 чорна тура · g1 чорний слон | e8 чорний кінь · h8 білий король · d7 білий слон · f7 білий кінь · h7 білий ферзь · c6 білий кінь · d6 білий пішак · f6 чорний король · g6 чорний пішак · c5 чорний пішак · f5 чорний пішак · g4 білий пішак · h4 білий пішак · c3 біла тура · g3 чорна тура · a2 чорний слон · a1 білий слон · c1 чорний ферзь · e1 чорний кінь · f1 чорна тура · g1 чорний слон | e8 чорний кінь · h8 білий король · d7 білий слон · f7 білий кінь · h7 білий ферзь · c6 білий кінь · d6 білий пішак · f6 чорний король · g6 чорний пішак · c5 чорний пішак · f5 чорний пішак · g4 білий пішак · h4 білий пішак · c3 біла тура · g3 чорна тура · a2 чорний слон · a1 білий слон · c1 чорний ферзь · e1 чорний кінь · f1 чорна тура · g1 чорний слон | e8 чорний кінь · h8 білий король · d7 білий слон · f7 білий кінь · h7 білий ферзь · c6 білий кінь · d6 білий пішак · f6 чорний король · g6 чорний пішак · c5 чорний пішак · f5 чорний пішак · g4 білий пішак · h4 білий пішак · c3 біла тура · g3 чорна тура · a2 чорний слон · a1 білий слон · c1 чорний ферзь · e1 чорний кінь · f1 чорна тура · g1 чорний слон | e8 чорний кінь · h8 білий король · d7 білий слон · f7 білий кінь · h7 білий ферзь · c6 білий кінь · d6 білий пішак · f6 чорний король · g6 чорний пішак · c5 чорний пішак · f5 чорний пішак · g4 білий пішак · h4 білий пішак · c3 біла тура · g3 чорна тура · a2 чорний слон · a1 білий слон · c1 чорний ферзь · e1 чорний кінь · f1 чорна тура · g1 чорний слон | 3 |
| 2 | e8 чорний кінь · h8 білий король · d7 білий слон · f7 білий кінь · h7 білий ферзь · c6 білий кінь · d6 білий пішак · f6 чорний король · g6 чорний пішак · c5 чорний пішак · f5 чорний пішак · g4 білий пішак · h4 білий пішак · c3 біла тура · g3 чорна тура · a2 чорний слон · a1 білий слон · c1 чорний ферзь · e1 чорний кінь · f1 чорна тура · g1 чорний слон | e8 чорний кінь · h8 білий король · d7 білий слон · f7 білий кінь · h7 білий ферзь · c6 білий кінь · d6 білий пішак · f6 чорний король · g6 чорний пішак · c5 чорний пішак · f5 чорний пішак · g4 білий пішак · h4 білий пішак · c3 біла тура · g3 чорна тура · a2 чорний слон · a1 білий слон · c1 чорний ферзь · e1 чорний кінь · f1 чорна тура · g1 чорний слон | e8 чорний кінь · h8 білий король · d7 білий слон · f7 білий кінь · h7 білий ферзь · c6 білий кінь · d6 білий пішак · f6 чорний король · g6 чорний пішак · c5 чорний пішак · f5 чорний пішак · g4 білий пішак · h4 білий пішак · c3 біла тура · g3 чорна тура · a2 чорний слон · a1 білий слон · c1 чорний ферзь · e1 чорний кінь · f1 чорна тура · g1 чорний слон | e8 чорний кінь · h8 білий король · d7 білий слон · f7 білий кінь · h7 білий ферзь · c6 білий кінь · d6 білий пішак · f6 чорний король · g6 чорний пішак · c5 чорний пішак · f5 чорний пішак · g4 білий пішак · h4 білий пішак · c3 біла тура · g3 чорна тура · a2 чорний слон · a1 білий слон · c1 чорний ферзь · e1 чорний кінь · f1 чорна тура · g1 чорний слон | e8 чорний кінь · h8 білий король · d7 білий слон · f7 білий кінь · h7 білий ферзь · c6 білий кінь · d6 білий пішак · f6 чорний король · g6 чорний пішак · c5 чорний пішак · f5 чорний пішак · g4 білий пішак · h4 білий пішак · c3 біла тура · g3 чорна тура · a2 чорний слон · a1 білий слон · c1 чорний ферзь · e1 чорний кінь · f1 чорна тура · g1 чорний слон | e8 чорний кінь · h8 білий король · d7 білий слон · f7 білий кінь · h7 білий ферзь · c6 білий кінь · d6 білий пішак · f6 чорний король · g6 чорний пішак · c5 чорний пішак · f5 чорний пішак · g4 білий пішак · h4 білий пішак · c3 біла тура · g3 чорна тура · a2 чорний слон · a1 білий слон · c1 чорний ферзь · e1 чорний кінь · f1 чорна тура · g1 чорний слон | e8 чорний кінь · h8 білий король · d7 білий слон · f7 білий кінь · h7 білий ферзь · c6 білий кінь · d6 білий пішак · f6 чорний король · g6 чорний пішак · c5 чорний пішак · f5 чорний пішак · g4 білий пішак · h4 білий пішак · c3 біла тура · g3 чорна тура · a2 чорний слон · a1 білий слон · c1 чорний ферзь · e1 чорний кінь · f1 чорна тура · g1 чорний слон | e8 чорний кінь · h8 білий король · d7 білий слон · f7 білий кінь · h7 білий ферзь · c6 білий кінь · d6 білий пішак · f6 чорний король · g6 чорний пішак · c5 чорний пішак · f5 чорний пішак · g4 білий пішак · h4 білий пішак · c3 біла тура · g3 чорна тура · a2 чорний слон · a1 білий слон · c1 чорний ферзь · e1 чорний кінь · f1 чорна тура · g1 чорний слон | 2 |
| 1 | e8 чорний кінь · h8 білий король · d7 білий слон · f7 білий кінь · h7 білий ферзь · c6 білий кінь · d6 білий пішак · f6 чорний король · g6 чорний пішак · c5 чорний пішак · f5 чорний пішак · g4 білий пішак · h4 білий пішак · c3 біла тура · g3 чорна тура · a2 чорний слон · a1 білий слон · c1 чорний ферзь · e1 чорний кінь · f1 чорна тура · g1 чорний слон | e8 чорний кінь · h8 білий король · d7 білий слон · f7 білий кінь · h7 білий ферзь · c6 білий кінь · d6 білий пішак · f6 чорний король · g6 чорний пішак · c5 чорний пішак · f5 чорний пішак · g4 білий пішак · h4 білий пішак · c3 біла тура · g3 чорна тура · a2 чорний слон · a1 білий слон · c1 чорний ферзь · e1 чорний кінь · f1 чорна тура · g1 чорний слон | e8 чорний кінь · h8 білий король · d7 білий слон · f7 білий кінь · h7 білий ферзь · c6 білий кінь · d6 білий пішак · f6 чорний король · g6 чорний пішак · c5 чорний пішак · f5 чорний пішак · g4 білий пішак · h4 білий пішак · c3 біла тура · g3 чорна тура · a2 чорний слон · a1 білий слон · c1 чорний ферзь · e1 чорний кінь · f1 чорна тура · g1 чорний слон | e8 чорний кінь · h8 білий король · d7 білий слон · f7 білий кінь · h7 білий ферзь · c6 білий кінь · d6 білий пішак · f6 чорний король · g6 чорний пішак · c5 чорний пішак · f5 чорний пішак · g4 білий пішак · h4 білий пішак · c3 біла тура · g3 чорна тура · a2 чорний слон · a1 білий слон · c1 чорний ферзь · e1 чорний кінь · f1 чорна тура · g1 чорний слон | e8 чорний кінь · h8 білий король · d7 білий слон · f7 білий кінь · h7 білий ферзь · c6 білий кінь · d6 білий пішак · f6 чорний король · g6 чорний пішак · c5 чорний пішак · f5 чорний пішак · g4 білий пішак · h4 білий пішак · c3 біла тура · g3 чорна тура · a2 чорний слон · a1 білий слон · c1 чорний ферзь · e1 чорний кінь · f1 чорна тура · g1 чорний слон | e8 чорний кінь · h8 білий король · d7 білий слон · f7 білий кінь · h7 білий ферзь · c6 білий кінь · d6 білий пішак · f6 чорний король · g6 чорний пішак · c5 чорний пішак · f5 чорний пішак · g4 білий пішак · h4 білий пішак · c3 біла тура · g3 чорна тура · a2 чорний слон · a1 білий слон · c1 чорний ферзь · e1 чорний кінь · f1 чорна тура · g1 чорний слон | e8 чорний кінь · h8 білий король · d7 білий слон · f7 білий кінь · h7 білий ферзь · c6 білий кінь · d6 білий пішак · f6 чорний король · g6 чорний пішак · c5 чорний пішак · f5 чорний пішак · g4 білий пішак · h4 білий пішак · c3 біла тура · g3 чорна тура · a2 чорний слон · a1 білий слон · c1 чорний ферзь · e1 чорний кінь · f1 чорна тура · g1 чорний слон | e8 чорний кінь · h8 білий король · d7 білий слон · f7 білий кінь · h7 білий ферзь · c6 білий кінь · d6 білий пішак · f6 чорний король · g6 чорний пішак · c5 чорний пішак · f5 чорний пішак · g4 білий пішак · h4 білий пішак · c3 біла тура · g3 чорна тура · a2 чорний слон · a1 білий слон · c1 чорний ферзь · e1 чорний кінь · f1 чорна тура · g1 чорний слон | 1 |
|   | a | b | c | d | e | f | g | h |   |

FEN: 4n2K/3B1N1Q/2NP1kp1/2p2p2/6PP/2R3r1/b7/B1q1nrb1
1. Sfd8! ~ 2. Qe7#
1. … g5    Aa 2. Dh6# Bb
1. … Dh6 Bb 2. Re3# Cc
1. … Re3  Cc 2. g5#   Aa
- — - — - — -
1. ... Sg7 2. Qxg7#
1. ... Bf7 2. Qxf7#
|   | a | b | c | d | e | f | g | h |   |
| 8 | e8 біла тура · c7 білий пішак · d7 білий король · g7 білий ферзь · e6 білий кінь · f6 чорний пішак · d5 чорний пішак · e5 чорний король · e4 чорний пішак · h4 білий кінь · d3 білий пішак · g3 чорний пішак · h3 чорний кінь · f2 чорний ферзь · f1 чорна тура · h1 чорний слон | e8 біла тура · c7 білий пішак · d7 білий король · g7 білий ферзь · e6 білий кінь · f6 чорний пішак · d5 чорний пішак · e5 чорний король · e4 чорний пішак · h4 білий кінь · d3 білий пішак · g3 чорний пішак · h3 чорний кінь · f2 чорний ферзь · f1 чорна тура · h1 чорний слон | e8 біла тура · c7 білий пішак · d7 білий король · g7 білий ферзь · e6 білий кінь · f6 чорний пішак · d5 чорний пішак · e5 чорний король · e4 чорний пішак · h4 білий кінь · d3 білий пішак · g3 чорний пішак · h3 чорний кінь · f2 чорний ферзь · f1 чорна тура · h1 чорний слон | e8 біла тура · c7 білий пішак · d7 білий король · g7 білий ферзь · e6 білий кінь · f6 чорний пішак · d5 чорний пішак · e5 чорний король · e4 чорний пішак · h4 білий кінь · d3 білий пішак · g3 чорний пішак · h3 чорний кінь · f2 чорний ферзь · f1 чорна тура · h1 чорний слон | e8 біла тура · c7 білий пішак · d7 білий король · g7 білий ферзь · e6 білий кінь · f6 чорний пішак · d5 чорний пішак · e5 чорний король · e4 чорний пішак · h4 білий кінь · d3 білий пішак · g3 чорний пішак · h3 чорний кінь · f2 чорний ферзь · f1 чорна тура · h1 чорний слон | e8 біла тура · c7 білий пішак · d7 білий король · g7 білий ферзь · e6 білий кінь · f6 чорний пішак · d5 чорний пішак · e5 чорний король · e4 чорний пішак · h4 білий кінь · d3 білий пішак · g3 чорний пішак · h3 чорний кінь · f2 чорний ферзь · f1 чорна тура · h1 чорний слон | e8 біла тура · c7 білий пішак · d7 білий король · g7 білий ферзь · e6 білий кінь · f6 чорний пішак · d5 чорний пішак · e5 чорний король · e4 чорний пішак · h4 білий кінь · d3 білий пішак · g3 чорний пішак · h3 чорний кінь · f2 чорний ферзь · f1 чорна тура · h1 чорний слон | e8 біла тура · c7 білий пішак · d7 білий король · g7 білий ферзь · e6 білий кінь · f6 чорний пішак · d5 чорний пішак · e5 чорний король · e4 чорний пішак · h4 білий кінь · d3 білий пішак · g3 чорний пішак · h3 чорний кінь · f2 чорний ферзь · f1 чорна тура · h1 чорний слон | 8 |
| 7 | e8 біла тура · c7 білий пішак · d7 білий король · g7 білий ферзь · e6 білий кінь · f6 чорний пішак · d5 чорний пішак · e5 чорний король · e4 чорний пішак · h4 білий кінь · d3 білий пішак · g3 чорний пішак · h3 чорний кінь · f2 чорний ферзь · f1 чорна тура · h1 чорний слон | e8 біла тура · c7 білий пішак · d7 білий король · g7 білий ферзь · e6 білий кінь · f6 чорний пішак · d5 чорний пішак · e5 чорний король · e4 чорний пішак · h4 білий кінь · d3 білий пішак · g3 чорний пішак · h3 чорний кінь · f2 чорний ферзь · f1 чорна тура · h1 чорний слон | e8 біла тура · c7 білий пішак · d7 білий король · g7 білий ферзь · e6 білий кінь · f6 чорний пішак · d5 чорний пішак · e5 чорний король · e4 чорний пішак · h4 білий кінь · d3 білий пішак · g3 чорний пішак · h3 чорний кінь · f2 чорний ферзь · f1 чорна тура · h1 чорний слон | e8 біла тура · c7 білий пішак · d7 білий король · g7 білий ферзь · e6 білий кінь · f6 чорний пішак · d5 чорний пішак · e5 чорний король · e4 чорний пішак · h4 білий кінь · d3 білий пішак · g3 чорний пішак · h3 чорний кінь · f2 чорний ферзь · f1 чорна тура · h1 чорний слон | e8 біла тура · c7 білий пішак · d7 білий король · g7 білий ферзь · e6 білий кінь · f6 чорний пішак · d5 чорний пішак · e5 чорний король · e4 чорний пішак · h4 білий кінь · d3 білий пішак · g3 чорний пішак · h3 чорний кінь · f2 чорний ферзь · f1 чорна тура · h1 чорний слон | e8 біла тура · c7 білий пішак · d7 білий король · g7 білий ферзь · e6 білий кінь · f6 чорний пішак · d5 чорний пішак · e5 чорний король · e4 чорний пішак · h4 білий кінь · d3 білий пішак · g3 чорний пішак · h3 чорний кінь · f2 чорний ферзь · f1 чорна тура · h1 чорний слон | e8 біла тура · c7 білий пішак · d7 білий король · g7 білий ферзь · e6 білий кінь · f6 чорний пішак · d5 чорний пішак · e5 чорний король · e4 чорний пішак · h4 білий кінь · d3 білий пішак · g3 чорний пішак · h3 чорний кінь · f2 чорний ферзь · f1 чорна тура · h1 чорний слон | e8 біла тура · c7 білий пішак · d7 білий король · g7 білий ферзь · e6 білий кінь · f6 чорний пішак · d5 чорний пішак · e5 чорний король · e4 чорний пішак · h4 білий кінь · d3 білий пішак · g3 чорний пішак · h3 чорний кінь · f2 чорний ферзь · f1 чорна тура · h1 чорний слон | 7 |
| 6 | e8 біла тура · c7 білий пішак · d7 білий король · g7 білий ферзь · e6 білий кінь · f6 чорний пішак · d5 чорний пішак · e5 чорний король · e4 чорний пішак · h4 білий кінь · d3 білий пішак · g3 чорний пішак · h3 чорний кінь · f2 чорний ферзь · f1 чорна тура · h1 чорний слон | e8 біла тура · c7 білий пішак · d7 білий король · g7 білий ферзь · e6 білий кінь · f6 чорний пішак · d5 чорний пішак · e5 чорний король · e4 чорний пішак · h4 білий кінь · d3 білий пішак · g3 чорний пішак · h3 чорний кінь · f2 чорний ферзь · f1 чорна тура · h1 чорний слон | e8 біла тура · c7 білий пішак · d7 білий король · g7 білий ферзь · e6 білий кінь · f6 чорний пішак · d5 чорний пішак · e5 чорний король · e4 чорний пішак · h4 білий кінь · d3 білий пішак · g3 чорний пішак · h3 чорний кінь · f2 чорний ферзь · f1 чорна тура · h1 чорний слон | e8 біла тура · c7 білий пішак · d7 білий король · g7 білий ферзь · e6 білий кінь · f6 чорний пішак · d5 чорний пішак · e5 чорний король · e4 чорний пішак · h4 білий кінь · d3 білий пішак · g3 чорний пішак · h3 чорний кінь · f2 чорний ферзь · f1 чорна тура · h1 чорний слон | e8 біла тура · c7 білий пішак · d7 білий король · g7 білий ферзь · e6 білий кінь · f6 чорний пішак · d5 чорний пішак · e5 чорний король · e4 чорний пішак · h4 білий кінь · d3 білий пішак · g3 чорний пішак · h3 чорний кінь · f2 чорний ферзь · f1 чорна тура · h1 чорний слон | e8 біла тура · c7 білий пішак · d7 білий король · g7 білий ферзь · e6 білий кінь · f6 чорний пішак · d5 чорний пішак · e5 чорний король · e4 чорний пішак · h4 білий кінь · d3 білий пішак · g3 чорний пішак · h3 чорний кінь · f2 чорний ферзь · f1 чорна тура · h1 чорний слон | e8 біла тура · c7 білий пішак · d7 білий король · g7 білий ферзь · e6 білий кінь · f6 чорний пішак · d5 чорний пішак · e5 чорний король · e4 чорний пішак · h4 білий кінь · d3 білий пішак · g3 чорний пішак · h3 чорний кінь · f2 чорний ферзь · f1 чорна тура · h1 чорний слон | e8 біла тура · c7 білий пішак · d7 білий король · g7 білий ферзь · e6 білий кінь · f6 чорний пішак · d5 чорний пішак · e5 чорний король · e4 чорний пішак · h4 білий кінь · d3 білий пішак · g3 чорний пішак · h3 чорний кінь · f2 чорний ферзь · f1 чорна тура · h1 чорний слон | 6 |
| 5 | e8 біла тура · c7 білий пішак · d7 білий король · g7 білий ферзь · e6 білий кінь · f6 чорний пішак · d5 чорний пішак · e5 чорний король · e4 чорний пішак · h4 білий кінь · d3 білий пішак · g3 чорний пішак · h3 чорний кінь · f2 чорний ферзь · f1 чорна тура · h1 чорний слон | e8 біла тура · c7 білий пішак · d7 білий король · g7 білий ферзь · e6 білий кінь · f6 чорний пішак · d5 чорний пішак · e5 чорний король · e4 чорний пішак · h4 білий кінь · d3 білий пішак · g3 чорний пішак · h3 чорний кінь · f2 чорний ферзь · f1 чорна тура · h1 чорний слон | e8 біла тура · c7 білий пішак · d7 білий король · g7 білий ферзь · e6 білий кінь · f6 чорний пішак · d5 чорний пішак · e5 чорний король · e4 чорний пішак · h4 білий кінь · d3 білий пішак · g3 чорний пішак · h3 чорний кінь · f2 чорний ферзь · f1 чорна тура · h1 чорний слон | e8 біла тура · c7 білий пішак · d7 білий король · g7 білий ферзь · e6 білий кінь · f6 чорний пішак · d5 чорний пішак · e5 чорний король · e4 чорний пішак · h4 білий кінь · d3 білий пішак · g3 чорний пішак · h3 чорний кінь · f2 чорний ферзь · f1 чорна тура · h1 чорний слон | e8 біла тура · c7 білий пішак · d7 білий король · g7 білий ферзь · e6 білий кінь · f6 чорний пішак · d5 чорний пішак · e5 чорний король · e4 чорний пішак · h4 білий кінь · d3 білий пішак · g3 чорний пішак · h3 чорний кінь · f2 чорний ферзь · f1 чорна тура · h1 чорний слон | e8 біла тура · c7 білий пішак · d7 білий король · g7 білий ферзь · e6 білий кінь · f6 чорний пішак · d5 чорний пішак · e5 чорний король · e4 чорний пішак · h4 білий кінь · d3 білий пішак · g3 чорний пішак · h3 чорний кінь · f2 чорний ферзь · f1 чорна тура · h1 чорний слон | e8 біла тура · c7 білий пішак · d7 білий король · g7 білий ферзь · e6 білий кінь · f6 чорний пішак · d5 чорний пішак · e5 чорний король · e4 чорний пішак · h4 білий кінь · d3 білий пішак · g3 чорний пішак · h3 чорний кінь · f2 чорний ферзь · f1 чорна тура · h1 чорний слон | e8 біла тура · c7 білий пішак · d7 білий король · g7 білий ферзь · e6 білий кінь · f6 чорний пішак · d5 чорний пішак · e5 чорний король · e4 чорний пішак · h4 білий кінь · d3 білий пішак · g3 чорний пішак · h3 чорний кінь · f2 чорний ферзь · f1 чорна тура · h1 чорний слон | 5 |
| 4 | e8 біла тура · c7 білий пішак · d7 білий король · g7 білий ферзь · e6 білий кінь · f6 чорний пішак · d5 чорний пішак · e5 чорний король · e4 чорний пішак · h4 білий кінь · d3 білий пішак · g3 чорний пішак · h3 чорний кінь · f2 чорний ферзь · f1 чорна тура · h1 чорний слон | e8 біла тура · c7 білий пішак · d7 білий король · g7 білий ферзь · e6 білий кінь · f6 чорний пішак · d5 чорний пішак · e5 чорний король · e4 чорний пішак · h4 білий кінь · d3 білий пішак · g3 чорний пішак · h3 чорний кінь · f2 чорний ферзь · f1 чорна тура · h1 чорний слон | e8 біла тура · c7 білий пішак · d7 білий король · g7 білий ферзь · e6 білий кінь · f6 чорний пішак · d5 чорний пішак · e5 чорний король · e4 чорний пішак · h4 білий кінь · d3 білий пішак · g3 чорний пішак · h3 чорний кінь · f2 чорний ферзь · f1 чорна тура · h1 чорний слон | e8 біла тура · c7 білий пішак · d7 білий король · g7 білий ферзь · e6 білий кінь · f6 чорний пішак · d5 чорний пішак · e5 чорний король · e4 чорний пішак · h4 білий кінь · d3 білий пішак · g3 чорний пішак · h3 чорний кінь · f2 чорний ферзь · f1 чорна тура · h1 чорний слон | e8 біла тура · c7 білий пішак · d7 білий король · g7 білий ферзь · e6 білий кінь · f6 чорний пішак · d5 чорний пішак · e5 чорний король · e4 чорний пішак · h4 білий кінь · d3 білий пішак · g3 чорний пішак · h3 чорний кінь · f2 чорний ферзь · f1 чорна тура · h1 чорний слон | e8 біла тура · c7 білий пішак · d7 білий король · g7 білий ферзь · e6 білий кінь · f6 чорний пішак · d5 чорний пішак · e5 чорний король · e4 чорний пішак · h4 білий кінь · d3 білий пішак · g3 чорний пішак · h3 чорний кінь · f2 чорний ферзь · f1 чорна тура · h1 чорний слон | e8 біла тура · c7 білий пішак · d7 білий король · g7 білий ферзь · e6 білий кінь · f6 чорний пішак · d5 чорний пішак · e5 чорний король · e4 чорний пішак · h4 білий кінь · d3 білий пішак · g3 чорний пішак · h3 чорний кінь · f2 чорний ферзь · f1 чорна тура · h1 чорний слон | e8 біла тура · c7 білий пішак · d7 білий король · g7 білий ферзь · e6 білий кінь · f6 чорний пішак · d5 чорний пішак · e5 чорний король · e4 чорний пішак · h4 білий кінь · d3 білий пішак · g3 чорний пішак · h3 чорний кінь · f2 чорний ферзь · f1 чорна тура · h1 чорний слон | 4 |
| 3 | e8 біла тура · c7 білий пішак · d7 білий король · g7 білий ферзь · e6 білий кінь · f6 чорний пішак · d5 чорний пішак · e5 чорний король · e4 чорний пішак · h4 білий кінь · d3 білий пішак · g3 чорний пішак · h3 чорний кінь · f2 чорний ферзь · f1 чорна тура · h1 чорний слон | e8 біла тура · c7 білий пішак · d7 білий король · g7 білий ферзь · e6 білий кінь · f6 чорний пішак · d5 чорний пішак · e5 чорний король · e4 чорний пішак · h4 білий кінь · d3 білий пішак · g3 чорний пішак · h3 чорний кінь · f2 чорний ферзь · f1 чорна тура · h1 чорний слон | e8 біла тура · c7 білий пішак · d7 білий король · g7 білий ферзь · e6 білий кінь · f6 чорний пішак · d5 чорний пішак · e5 чорний король · e4 чорний пішак · h4 білий кінь · d3 білий пішак · g3 чорний пішак · h3 чорний кінь · f2 чорний ферзь · f1 чорна тура · h1 чорний слон | e8 біла тура · c7 білий пішак · d7 білий король · g7 білий ферзь · e6 білий кінь · f6 чорний пішак · d5 чорний пішак · e5 чорний король · e4 чорний пішак · h4 білий кінь · d3 білий пішак · g3 чорний пішак · h3 чорний кінь · f2 чорний ферзь · f1 чорна тура · h1 чорний слон | e8 біла тура · c7 білий пішак · d7 білий король · g7 білий ферзь · e6 білий кінь · f6 чорний пішак · d5 чорний пішак · e5 чорний король · e4 чорний пішак · h4 білий кінь · d3 білий пішак · g3 чорний пішак · h3 чорний кінь · f2 чорний ферзь · f1 чорна тура · h1 чорний слон | e8 біла тура · c7 білий пішак · d7 білий король · g7 білий ферзь · e6 білий кінь · f6 чорний пішак · d5 чорний пішак · e5 чорний король · e4 чорний пішак · h4 білий кінь · d3 білий пішак · g3 чорний пішак · h3 чорний кінь · f2 чорний ферзь · f1 чорна тура · h1 чорний слон | e8 біла тура · c7 білий пішак · d7 білий король · g7 білий ферзь · e6 білий кінь · f6 чорний пішак · d5 чорний пішак · e5 чорний король · e4 чорний пішак · h4 білий кінь · d3 білий пішак · g3 чорний пішак · h3 чорний кінь · f2 чорний ферзь · f1 чорна тура · h1 чорний слон | e8 біла тура · c7 білий пішак · d7 білий король · g7 білий ферзь · e6 білий кінь · f6 чорний пішак · d5 чорний пішак · e5 чорний король · e4 чорний пішак · h4 білий кінь · d3 білий пішак · g3 чорний пішак · h3 чорний кінь · f2 чорний ферзь · f1 чорна тура · h1 чорний слон | 3 |
| 2 | e8 біла тура · c7 білий пішак · d7 білий король · g7 білий ферзь · e6 білий кінь · f6 чорний пішак · d5 чорний пішак · e5 чорний король · e4 чорний пішак · h4 білий кінь · d3 білий пішак · g3 чорний пішак · h3 чорний кінь · f2 чорний ферзь · f1 чорна тура · h1 чорний слон | e8 біла тура · c7 білий пішак · d7 білий король · g7 білий ферзь · e6 білий кінь · f6 чорний пішак · d5 чорний пішак · e5 чорний король · e4 чорний пішак · h4 білий кінь · d3 білий пішак · g3 чорний пішак · h3 чорний кінь · f2 чорний ферзь · f1 чорна тура · h1 чорний слон | e8 біла тура · c7 білий пішак · d7 білий король · g7 білий ферзь · e6 білий кінь · f6 чорний пішак · d5 чорний пішак · e5 чорний король · e4 чорний пішак · h4 білий кінь · d3 білий пішак · g3 чорний пішак · h3 чорний кінь · f2 чорний ферзь · f1 чорна тура · h1 чорний слон | e8 біла тура · c7 білий пішак · d7 білий король · g7 білий ферзь · e6 білий кінь · f6 чорний пішак · d5 чорний пішак · e5 чорний король · e4 чорний пішак · h4 білий кінь · d3 білий пішак · g3 чорний пішак · h3 чорний кінь · f2 чорний ферзь · f1 чорна тура · h1 чорний слон | e8 біла тура · c7 білий пішак · d7 білий король · g7 білий ферзь · e6 білий кінь · f6 чорний пішак · d5 чорний пішак · e5 чорний король · e4 чорний пішак · h4 білий кінь · d3 білий пішак · g3 чорний пішак · h3 чорний кінь · f2 чорний ферзь · f1 чорна тура · h1 чорний слон | e8 біла тура · c7 білий пішак · d7 білий король · g7 білий ферзь · e6 білий кінь · f6 чорний пішак · d5 чорний пішак · e5 чорний король · e4 чорний пішак · h4 білий кінь · d3 білий пішак · g3 чорний пішак · h3 чорний кінь · f2 чорний ферзь · f1 чорна тура · h1 чорний слон | e8 біла тура · c7 білий пішак · d7 білий король · g7 білий ферзь · e6 білий кінь · f6 чорний пішак · d5 чорний пішак · e5 чорний король · e4 чорний пішак · h4 білий кінь · d3 білий пішак · g3 чорний пішак · h3 чорний кінь · f2 чорний ферзь · f1 чорна тура · h1 чорний слон | e8 біла тура · c7 білий пішак · d7 білий король · g7 білий ферзь · e6 білий кінь · f6 чорний пішак · d5 чорний пішак · e5 чорний король · e4 чорний пішак · h4 білий кінь · d3 білий пішак · g3 чорний пішак · h3 чорний кінь · f2 чорний ферзь · f1 чорна тура · h1 чорний слон | 2 |
| 1 | e8 біла тура · c7 білий пішак · d7 білий король · g7 білий ферзь · e6 білий кінь · f6 чорний пішак · d5 чорний пішак · e5 чорний король · e4 чорний пішак · h4 білий кінь · d3 білий пішак · g3 чорний пішак · h3 чорний кінь · f2 чорний ферзь · f1 чорна тура · h1 чорний слон | e8 біла тура · c7 білий пішак · d7 білий король · g7 білий ферзь · e6 білий кінь · f6 чорний пішак · d5 чорний пішак · e5 чорний король · e4 чорний пішак · h4 білий кінь · d3 білий пішак · g3 чорний пішак · h3 чорний кінь · f2 чорний ферзь · f1 чорна тура · h1 чорний слон | e8 біла тура · c7 білий пішак · d7 білий король · g7 білий ферзь · e6 білий кінь · f6 чорний пішак · d5 чорний пішак · e5 чорний король · e4 чорний пішак · h4 білий кінь · d3 білий пішак · g3 чорний пішак · h3 чорний кінь · f2 чорний ферзь · f1 чорна тура · h1 чорний слон | e8 біла тура · c7 білий пішак · d7 білий король · g7 білий ферзь · e6 білий кінь · f6 чорний пішак · d5 чорний пішак · e5 чорний король · e4 чорний пішак · h4 білий кінь · d3 білий пішак · g3 чорний пішак · h3 чорний кінь · f2 чорний ферзь · f1 чорна тура · h1 чорний слон | e8 біла тура · c7 білий пішак · d7 білий король · g7 білий ферзь · e6 білий кінь · f6 чорний пішак · d5 чорний пішак · e5 чорний король · e4 чорний пішак · h4 білий кінь · d3 білий пішак · g3 чорний пішак · h3 чорний кінь · f2 чорний ферзь · f1 чорна тура · h1 чорний слон | e8 біла тура · c7 білий пішак · d7 білий король · g7 білий ферзь · e6 білий кінь · f6 чорний пішак · d5 чорний пішак · e5 чорний король · e4 чорний пішак · h4 білий кінь · d3 білий пішак · g3 чорний пішак · h3 чорний кінь · f2 чорний ферзь · f1 чорна тура · h1 чорний слон | e8 біла тура · c7 білий пішак · d7 білий король · g7 білий ферзь · e6 білий кінь · f6 чорний пішак · d5 чорний пішак · e5 чорний король · e4 чорний пішак · h4 білий кінь · d3 білий пішак · g3 чорний пішак · h3 чорний кінь · f2 чорний ферзь · f1 чорна тура · h1 чорний слон | e8 біла тура · c7 білий пішак · d7 білий король · g7 білий ферзь · e6 білий кінь · f6 чорний пішак · d5 чорний пішак · e5 чорний король · e4 чорний пішак · h4 білий кінь · d3 білий пішак · g3 чорний пішак · h3 чорний кінь · f2 чорний ферзь · f1 чорна тура · h1 чорний слон | 1 |
|   | a | b | c | d | e | f | g | h |   |

FEN: 4R3/2PK2Q1/4Np2/3pk3/4p2N/3P2pn/5q2/5r1b
1. Qg4! ~ 2. Sg6#
1. ... d4   Aa 2. Sf4# Bb
1. ... Sf4 Bb 2. Qf5# Cc
1. ... Qf5 Cc 2. d4#   Aa
- — - — - — -
1. ... f5 2. Qg7#
Задача відібрана до Альбому ФІДЕ за 1974-1976 року, надрукована під № 43.

## Тема в кооперативному жанрі
В задачах на кооперативний мат цикл може проходити у двох фазах і де-що за іншим алгоритмом, де також велика буква означає тип фігури, а мала буква відповідно означає поле, на яке ходять фігури:
1. Aa   Bb 2. Cc   Dd #
1. Dd   Aa 2. Bb   Cc #
або:
1. Aa   Bb 2. Cc   Dd #
1. Dd   Cc 2. Bb   Aa #
|   | a | b | c | d | e | f | g | h |   |
| 8 | c8 білий кінь · d8 чорний слон · c7 чорний пішак · f6 білий ферзь · h6 чорний пішак · h5 чорний король · e4 чорний ферзь · g4 чорний пішак · g2 білий пішак · h2 чорний пішак · h1 білий король | c8 білий кінь · d8 чорний слон · c7 чорний пішак · f6 білий ферзь · h6 чорний пішак · h5 чорний король · e4 чорний ферзь · g4 чорний пішак · g2 білий пішак · h2 чорний пішак · h1 білий король | c8 білий кінь · d8 чорний слон · c7 чорний пішак · f6 білий ферзь · h6 чорний пішак · h5 чорний король · e4 чорний ферзь · g4 чорний пішак · g2 білий пішак · h2 чорний пішак · h1 білий король | c8 білий кінь · d8 чорний слон · c7 чорний пішак · f6 білий ферзь · h6 чорний пішак · h5 чорний король · e4 чорний ферзь · g4 чорний пішак · g2 білий пішак · h2 чорний пішак · h1 білий король | c8 білий кінь · d8 чорний слон · c7 чорний пішак · f6 білий ферзь · h6 чорний пішак · h5 чорний король · e4 чорний ферзь · g4 чорний пішак · g2 білий пішак · h2 чорний пішак · h1 білий король | c8 білий кінь · d8 чорний слон · c7 чорний пішак · f6 білий ферзь · h6 чорний пішак · h5 чорний король · e4 чорний ферзь · g4 чорний пішак · g2 білий пішак · h2 чорний пішак · h1 білий король | c8 білий кінь · d8 чорний слон · c7 чорний пішак · f6 білий ферзь · h6 чорний пішак · h5 чорний король · e4 чорний ферзь · g4 чорний пішак · g2 білий пішак · h2 чорний пішак · h1 білий король | c8 білий кінь · d8 чорний слон · c7 чорний пішак · f6 білий ферзь · h6 чорний пішак · h5 чорний король · e4 чорний ферзь · g4 чорний пішак · g2 білий пішак · h2 чорний пішак · h1 білий король | 8 |
| 7 | c8 білий кінь · d8 чорний слон · c7 чорний пішак · f6 білий ферзь · h6 чорний пішак · h5 чорний король · e4 чорний ферзь · g4 чорний пішак · g2 білий пішак · h2 чорний пішак · h1 білий король | c8 білий кінь · d8 чорний слон · c7 чорний пішак · f6 білий ферзь · h6 чорний пішак · h5 чорний король · e4 чорний ферзь · g4 чорний пішак · g2 білий пішак · h2 чорний пішак · h1 білий король | c8 білий кінь · d8 чорний слон · c7 чорний пішак · f6 білий ферзь · h6 чорний пішак · h5 чорний король · e4 чорний ферзь · g4 чорний пішак · g2 білий пішак · h2 чорний пішак · h1 білий король | c8 білий кінь · d8 чорний слон · c7 чорний пішак · f6 білий ферзь · h6 чорний пішак · h5 чорний король · e4 чорний ферзь · g4 чорний пішак · g2 білий пішак · h2 чорний пішак · h1 білий король | c8 білий кінь · d8 чорний слон · c7 чорний пішак · f6 білий ферзь · h6 чорний пішак · h5 чорний король · e4 чорний ферзь · g4 чорний пішак · g2 білий пішак · h2 чорний пішак · h1 білий король | c8 білий кінь · d8 чорний слон · c7 чорний пішак · f6 білий ферзь · h6 чорний пішак · h5 чорний король · e4 чорний ферзь · g4 чорний пішак · g2 білий пішак · h2 чорний пішак · h1 білий король | c8 білий кінь · d8 чорний слон · c7 чорний пішак · f6 білий ферзь · h6 чорний пішак · h5 чорний король · e4 чорний ферзь · g4 чорний пішак · g2 білий пішак · h2 чорний пішак · h1 білий король | c8 білий кінь · d8 чорний слон · c7 чорний пішак · f6 білий ферзь · h6 чорний пішак · h5 чорний король · e4 чорний ферзь · g4 чорний пішак · g2 білий пішак · h2 чорний пішак · h1 білий король | 7 |
| 6 | c8 білий кінь · d8 чорний слон · c7 чорний пішак · f6 білий ферзь · h6 чорний пішак · h5 чорний король · e4 чорний ферзь · g4 чорний пішак · g2 білий пішак · h2 чорний пішак · h1 білий король | c8 білий кінь · d8 чорний слон · c7 чорний пішак · f6 білий ферзь · h6 чорний пішак · h5 чорний король · e4 чорний ферзь · g4 чорний пішак · g2 білий пішак · h2 чорний пішак · h1 білий король | c8 білий кінь · d8 чорний слон · c7 чорний пішак · f6 білий ферзь · h6 чорний пішак · h5 чорний король · e4 чорний ферзь · g4 чорний пішак · g2 білий пішак · h2 чорний пішак · h1 білий король | c8 білий кінь · d8 чорний слон · c7 чорний пішак · f6 білий ферзь · h6 чорний пішак · h5 чорний король · e4 чорний ферзь · g4 чорний пішак · g2 білий пішак · h2 чорний пішак · h1 білий король | c8 білий кінь · d8 чорний слон · c7 чорний пішак · f6 білий ферзь · h6 чорний пішак · h5 чорний король · e4 чорний ферзь · g4 чорний пішак · g2 білий пішак · h2 чорний пішак · h1 білий король | c8 білий кінь · d8 чорний слон · c7 чорний пішак · f6 білий ферзь · h6 чорний пішак · h5 чорний король · e4 чорний ферзь · g4 чорний пішак · g2 білий пішак · h2 чорний пішак · h1 білий король | c8 білий кінь · d8 чорний слон · c7 чорний пішак · f6 білий ферзь · h6 чорний пішак · h5 чорний король · e4 чорний ферзь · g4 чорний пішак · g2 білий пішак · h2 чорний пішак · h1 білий король | c8 білий кінь · d8 чорний слон · c7 чорний пішак · f6 білий ферзь · h6 чорний пішак · h5 чорний король · e4 чорний ферзь · g4 чорний пішак · g2 білий пішак · h2 чорний пішак · h1 білий король | 6 |
| 5 | c8 білий кінь · d8 чорний слон · c7 чорний пішак · f6 білий ферзь · h6 чорний пішак · h5 чорний король · e4 чорний ферзь · g4 чорний пішак · g2 білий пішак · h2 чорний пішак · h1 білий король | c8 білий кінь · d8 чорний слон · c7 чорний пішак · f6 білий ферзь · h6 чорний пішак · h5 чорний король · e4 чорний ферзь · g4 чорний пішак · g2 білий пішак · h2 чорний пішак · h1 білий король | c8 білий кінь · d8 чорний слон · c7 чорний пішак · f6 білий ферзь · h6 чорний пішак · h5 чорний король · e4 чорний ферзь · g4 чорний пішак · g2 білий пішак · h2 чорний пішак · h1 білий король | c8 білий кінь · d8 чорний слон · c7 чорний пішак · f6 білий ферзь · h6 чорний пішак · h5 чорний король · e4 чорний ферзь · g4 чорний пішак · g2 білий пішак · h2 чорний пішак · h1 білий король | c8 білий кінь · d8 чорний слон · c7 чорний пішак · f6 білий ферзь · h6 чорний пішак · h5 чорний король · e4 чорний ферзь · g4 чорний пішак · g2 білий пішак · h2 чорний пішак · h1 білий король | c8 білий кінь · d8 чорний слон · c7 чорний пішак · f6 білий ферзь · h6 чорний пішак · h5 чорний король · e4 чорний ферзь · g4 чорний пішак · g2 білий пішак · h2 чорний пішак · h1 білий король | c8 білий кінь · d8 чорний слон · c7 чорний пішак · f6 білий ферзь · h6 чорний пішак · h5 чорний король · e4 чорний ферзь · g4 чорний пішак · g2 білий пішак · h2 чорний пішак · h1 білий король | c8 білий кінь · d8 чорний слон · c7 чорний пішак · f6 білий ферзь · h6 чорний пішак · h5 чорний король · e4 чорний ферзь · g4 чорний пішак · g2 білий пішак · h2 чорний пішак · h1 білий король | 5 |
| 4 | c8 білий кінь · d8 чорний слон · c7 чорний пішак · f6 білий ферзь · h6 чорний пішак · h5 чорний король · e4 чорний ферзь · g4 чорний пішак · g2 білий пішак · h2 чорний пішак · h1 білий король | c8 білий кінь · d8 чорний слон · c7 чорний пішак · f6 білий ферзь · h6 чорний пішак · h5 чорний король · e4 чорний ферзь · g4 чорний пішак · g2 білий пішак · h2 чорний пішак · h1 білий король | c8 білий кінь · d8 чорний слон · c7 чорний пішак · f6 білий ферзь · h6 чорний пішак · h5 чорний король · e4 чорний ферзь · g4 чорний пішак · g2 білий пішак · h2 чорний пішак · h1 білий король | c8 білий кінь · d8 чорний слон · c7 чорний пішак · f6 білий ферзь · h6 чорний пішак · h5 чорний король · e4 чорний ферзь · g4 чорний пішак · g2 білий пішак · h2 чорний пішак · h1 білий король | c8 білий кінь · d8 чорний слон · c7 чорний пішак · f6 білий ферзь · h6 чорний пішак · h5 чорний король · e4 чорний ферзь · g4 чорний пішак · g2 білий пішак · h2 чорний пішак · h1 білий король | c8 білий кінь · d8 чорний слон · c7 чорний пішак · f6 білий ферзь · h6 чорний пішак · h5 чорний король · e4 чорний ферзь · g4 чорний пішак · g2 білий пішак · h2 чорний пішак · h1 білий король | c8 білий кінь · d8 чорний слон · c7 чорний пішак · f6 білий ферзь · h6 чорний пішак · h5 чорний король · e4 чорний ферзь · g4 чорний пішак · g2 білий пішак · h2 чорний пішак · h1 білий король | c8 білий кінь · d8 чорний слон · c7 чорний пішак · f6 білий ферзь · h6 чорний пішак · h5 чорний король · e4 чорний ферзь · g4 чорний пішак · g2 білий пішак · h2 чорний пішак · h1 білий король | 4 |
| 3 | c8 білий кінь · d8 чорний слон · c7 чорний пішак · f6 білий ферзь · h6 чорний пішак · h5 чорний король · e4 чорний ферзь · g4 чорний пішак · g2 білий пішак · h2 чорний пішак · h1 білий король | c8 білий кінь · d8 чорний слон · c7 чорний пішак · f6 білий ферзь · h6 чорний пішак · h5 чорний король · e4 чорний ферзь · g4 чорний пішак · g2 білий пішак · h2 чорний пішак · h1 білий король | c8 білий кінь · d8 чорний слон · c7 чорний пішак · f6 білий ферзь · h6 чорний пішак · h5 чорний король · e4 чорний ферзь · g4 чорний пішак · g2 білий пішак · h2 чорний пішак · h1 білий король | c8 білий кінь · d8 чорний слон · c7 чорний пішак · f6 білий ферзь · h6 чорний пішак · h5 чорний король · e4 чорний ферзь · g4 чорний пішак · g2 білий пішак · h2 чорний пішак · h1 білий король | c8 білий кінь · d8 чорний слон · c7 чорний пішак · f6 білий ферзь · h6 чорний пішак · h5 чорний король · e4 чорний ферзь · g4 чорний пішак · g2 білий пішак · h2 чорний пішак · h1 білий король | c8 білий кінь · d8 чорний слон · c7 чорний пішак · f6 білий ферзь · h6 чорний пішак · h5 чорний король · e4 чорний ферзь · g4 чорний пішак · g2 білий пішак · h2 чорний пішак · h1 білий король | c8 білий кінь · d8 чорний слон · c7 чорний пішак · f6 білий ферзь · h6 чорний пішак · h5 чорний король · e4 чорний ферзь · g4 чорний пішак · g2 білий пішак · h2 чорний пішак · h1 білий король | c8 білий кінь · d8 чорний слон · c7 чорний пішак · f6 білий ферзь · h6 чорний пішак · h5 чорний король · e4 чорний ферзь · g4 чорний пішак · g2 білий пішак · h2 чорний пішак · h1 білий король | 3 |
| 2 | c8 білий кінь · d8 чорний слон · c7 чорний пішак · f6 білий ферзь · h6 чорний пішак · h5 чорний король · e4 чорний ферзь · g4 чорний пішак · g2 білий пішак · h2 чорний пішак · h1 білий король | c8 білий кінь · d8 чорний слон · c7 чорний пішак · f6 білий ферзь · h6 чорний пішак · h5 чорний король · e4 чорний ферзь · g4 чорний пішак · g2 білий пішак · h2 чорний пішак · h1 білий король | c8 білий кінь · d8 чорний слон · c7 чорний пішак · f6 білий ферзь · h6 чорний пішак · h5 чорний король · e4 чорний ферзь · g4 чорний пішак · g2 білий пішак · h2 чорний пішак · h1 білий король | c8 білий кінь · d8 чорний слон · c7 чорний пішак · f6 білий ферзь · h6 чорний пішак · h5 чорний король · e4 чорний ферзь · g4 чорний пішак · g2 білий пішак · h2 чорний пішак · h1 білий король | c8 білий кінь · d8 чорний слон · c7 чорний пішак · f6 білий ферзь · h6 чорний пішак · h5 чорний король · e4 чорний ферзь · g4 чорний пішак · g2 білий пішак · h2 чорний пішак · h1 білий король | c8 білий кінь · d8 чорний слон · c7 чорний пішак · f6 білий ферзь · h6 чорний пішак · h5 чорний король · e4 чорний ферзь · g4 чорний пішак · g2 білий пішак · h2 чорний пішак · h1 білий король | c8 білий кінь · d8 чорний слон · c7 чорний пішак · f6 білий ферзь · h6 чорний пішак · h5 чорний король · e4 чорний ферзь · g4 чорний пішак · g2 білий пішак · h2 чорний пішак · h1 білий король | c8 білий кінь · d8 чорний слон · c7 чорний пішак · f6 білий ферзь · h6 чорний пішак · h5 чорний король · e4 чорний ферзь · g4 чорний пішак · g2 білий пішак · h2 чорний пішак · h1 білий король | 2 |
| 1 | c8 білий кінь · d8 чорний слон · c7 чорний пішак · f6 білий ферзь · h6 чорний пішак · h5 чорний король · e4 чорний ферзь · g4 чорний пішак · g2 білий пішак · h2 чорний пішак · h1 білий король | c8 білий кінь · d8 чорний слон · c7 чорний пішак · f6 білий ферзь · h6 чорний пішак · h5 чорний король · e4 чорний ферзь · g4 чорний пішак · g2 білий пішак · h2 чорний пішак · h1 білий король | c8 білий кінь · d8 чорний слон · c7 чорний пішак · f6 білий ферзь · h6 чорний пішак · h5 чорний король · e4 чорний ферзь · g4 чорний пішак · g2 білий пішак · h2 чорний пішак · h1 білий король | c8 білий кінь · d8 чорний слон · c7 чорний пішак · f6 білий ферзь · h6 чорний пішак · h5 чорний король · e4 чорний ферзь · g4 чорний пішак · g2 білий пішак · h2 чорний пішак · h1 білий король | c8 білий кінь · d8 чорний слон · c7 чорний пішак · f6 білий ферзь · h6 чорний пішак · h5 чорний король · e4 чорний ферзь · g4 чорний пішак · g2 білий пішак · h2 чорний пішак · h1 білий король | c8 білий кінь · d8 чорний слон · c7 чорний пішак · f6 білий ферзь · h6 чорний пішак · h5 чорний король · e4 чорний ферзь · g4 чорний пішак · g2 білий пішак · h2 чорний пішак · h1 білий король | c8 білий кінь · d8 чорний слон · c7 чорний пішак · f6 білий ферзь · h6 чорний пішак · h5 чорний король · e4 чорний ферзь · g4 чорний пішак · g2 білий пішак · h2 чорний пішак · h1 білий король | c8 білий кінь · d8 чорний слон · c7 чорний пішак · f6 білий ферзь · h6 чорний пішак · h5 чорний король · e4 чорний ферзь · g4 чорний пішак · g2 білий пішак · h2 чорний пішак · h1 білий король | 1 |
|   | a | b | c | d | e | f | g | h |   |

FEN: 2Nb4/2p5/5Q1p/7k/4q1p1/8/6Pp/7K
b) c8 =  c8

a) 1. g3 Aa Se7 Bb 2. Qh4 Cc Qg6# Dd
b) 1. Qg6 Dd g3 Aa 2. Se7 Bb Qh4# Cc
Яків Владіміров цю задачу включив до своєї книги «1000 шахматных загадок», під № 116. Там на діаграмі на полі h2 стоїть чорний кінь.
|   | a | b | c | d | e | f | g | h |   |
| 8 | a8 білий король · d8 білий кінь · h7 білий слон · f6 чорна тура · c5 білий пішак · e5 чорний король · f5 чорний пішак · d4 чорний кінь · f3 білий пішак · b1 чорний слон | a8 білий король · d8 білий кінь · h7 білий слон · f6 чорна тура · c5 білий пішак · e5 чорний король · f5 чорний пішак · d4 чорний кінь · f3 білий пішак · b1 чорний слон | a8 білий король · d8 білий кінь · h7 білий слон · f6 чорна тура · c5 білий пішак · e5 чорний король · f5 чорний пішак · d4 чорний кінь · f3 білий пішак · b1 чорний слон | a8 білий король · d8 білий кінь · h7 білий слон · f6 чорна тура · c5 білий пішак · e5 чорний король · f5 чорний пішак · d4 чорний кінь · f3 білий пішак · b1 чорний слон | a8 білий король · d8 білий кінь · h7 білий слон · f6 чорна тура · c5 білий пішак · e5 чорний король · f5 чорний пішак · d4 чорний кінь · f3 білий пішак · b1 чорний слон | a8 білий король · d8 білий кінь · h7 білий слон · f6 чорна тура · c5 білий пішак · e5 чорний король · f5 чорний пішак · d4 чорний кінь · f3 білий пішак · b1 чорний слон | a8 білий король · d8 білий кінь · h7 білий слон · f6 чорна тура · c5 білий пішак · e5 чорний король · f5 чорний пішак · d4 чорний кінь · f3 білий пішак · b1 чорний слон | a8 білий король · d8 білий кінь · h7 білий слон · f6 чорна тура · c5 білий пішак · e5 чорний король · f5 чорний пішак · d4 чорний кінь · f3 білий пішак · b1 чорний слон | 8 |
| 7 | a8 білий король · d8 білий кінь · h7 білий слон · f6 чорна тура · c5 білий пішак · e5 чорний король · f5 чорний пішак · d4 чорний кінь · f3 білий пішак · b1 чорний слон | a8 білий король · d8 білий кінь · h7 білий слон · f6 чорна тура · c5 білий пішак · e5 чорний король · f5 чорний пішак · d4 чорний кінь · f3 білий пішак · b1 чорний слон | a8 білий король · d8 білий кінь · h7 білий слон · f6 чорна тура · c5 білий пішак · e5 чорний король · f5 чорний пішак · d4 чорний кінь · f3 білий пішак · b1 чорний слон | a8 білий король · d8 білий кінь · h7 білий слон · f6 чорна тура · c5 білий пішак · e5 чорний король · f5 чорний пішак · d4 чорний кінь · f3 білий пішак · b1 чорний слон | a8 білий король · d8 білий кінь · h7 білий слон · f6 чорна тура · c5 білий пішак · e5 чорний король · f5 чорний пішак · d4 чорний кінь · f3 білий пішак · b1 чорний слон | a8 білий король · d8 білий кінь · h7 білий слон · f6 чорна тура · c5 білий пішак · e5 чорний король · f5 чорний пішак · d4 чорний кінь · f3 білий пішак · b1 чорний слон | a8 білий король · d8 білий кінь · h7 білий слон · f6 чорна тура · c5 білий пішак · e5 чорний король · f5 чорний пішак · d4 чорний кінь · f3 білий пішак · b1 чорний слон | a8 білий король · d8 білий кінь · h7 білий слон · f6 чорна тура · c5 білий пішак · e5 чорний король · f5 чорний пішак · d4 чорний кінь · f3 білий пішак · b1 чорний слон | 7 |
| 6 | a8 білий король · d8 білий кінь · h7 білий слон · f6 чорна тура · c5 білий пішак · e5 чорний король · f5 чорний пішак · d4 чорний кінь · f3 білий пішак · b1 чорний слон | a8 білий король · d8 білий кінь · h7 білий слон · f6 чорна тура · c5 білий пішак · e5 чорний король · f5 чорний пішак · d4 чорний кінь · f3 білий пішак · b1 чорний слон | a8 білий король · d8 білий кінь · h7 білий слон · f6 чорна тура · c5 білий пішак · e5 чорний король · f5 чорний пішак · d4 чорний кінь · f3 білий пішак · b1 чорний слон | a8 білий король · d8 білий кінь · h7 білий слон · f6 чорна тура · c5 білий пішак · e5 чорний король · f5 чорний пішак · d4 чорний кінь · f3 білий пішак · b1 чорний слон | a8 білий король · d8 білий кінь · h7 білий слон · f6 чорна тура · c5 білий пішак · e5 чорний король · f5 чорний пішак · d4 чорний кінь · f3 білий пішак · b1 чорний слон | a8 білий король · d8 білий кінь · h7 білий слон · f6 чорна тура · c5 білий пішак · e5 чорний король · f5 чорний пішак · d4 чорний кінь · f3 білий пішак · b1 чорний слон | a8 білий король · d8 білий кінь · h7 білий слон · f6 чорна тура · c5 білий пішак · e5 чорний король · f5 чорний пішак · d4 чорний кінь · f3 білий пішак · b1 чорний слон | a8 білий король · d8 білий кінь · h7 білий слон · f6 чорна тура · c5 білий пішак · e5 чорний король · f5 чорний пішак · d4 чорний кінь · f3 білий пішак · b1 чорний слон | 6 |
| 5 | a8 білий король · d8 білий кінь · h7 білий слон · f6 чорна тура · c5 білий пішак · e5 чорний король · f5 чорний пішак · d4 чорний кінь · f3 білий пішак · b1 чорний слон | a8 білий король · d8 білий кінь · h7 білий слон · f6 чорна тура · c5 білий пішак · e5 чорний король · f5 чорний пішак · d4 чорний кінь · f3 білий пішак · b1 чорний слон | a8 білий король · d8 білий кінь · h7 білий слон · f6 чорна тура · c5 білий пішак · e5 чорний король · f5 чорний пішак · d4 чорний кінь · f3 білий пішак · b1 чорний слон | a8 білий король · d8 білий кінь · h7 білий слон · f6 чорна тура · c5 білий пішак · e5 чорний король · f5 чорний пішак · d4 чорний кінь · f3 білий пішак · b1 чорний слон | a8 білий король · d8 білий кінь · h7 білий слон · f6 чорна тура · c5 білий пішак · e5 чорний король · f5 чорний пішак · d4 чорний кінь · f3 білий пішак · b1 чорний слон | a8 білий король · d8 білий кінь · h7 білий слон · f6 чорна тура · c5 білий пішак · e5 чорний король · f5 чорний пішак · d4 чорний кінь · f3 білий пішак · b1 чорний слон | a8 білий король · d8 білий кінь · h7 білий слон · f6 чорна тура · c5 білий пішак · e5 чорний король · f5 чорний пішак · d4 чорний кінь · f3 білий пішак · b1 чорний слон | a8 білий король · d8 білий кінь · h7 білий слон · f6 чорна тура · c5 білий пішак · e5 чорний король · f5 чорний пішак · d4 чорний кінь · f3 білий пішак · b1 чорний слон | 5 |
| 4 | a8 білий король · d8 білий кінь · h7 білий слон · f6 чорна тура · c5 білий пішак · e5 чорний король · f5 чорний пішак · d4 чорний кінь · f3 білий пішак · b1 чорний слон | a8 білий король · d8 білий кінь · h7 білий слон · f6 чорна тура · c5 білий пішак · e5 чорний король · f5 чорний пішак · d4 чорний кінь · f3 білий пішак · b1 чорний слон | a8 білий король · d8 білий кінь · h7 білий слон · f6 чорна тура · c5 білий пішак · e5 чорний король · f5 чорний пішак · d4 чорний кінь · f3 білий пішак · b1 чорний слон | a8 білий король · d8 білий кінь · h7 білий слон · f6 чорна тура · c5 білий пішак · e5 чорний король · f5 чорний пішак · d4 чорний кінь · f3 білий пішак · b1 чорний слон | a8 білий король · d8 білий кінь · h7 білий слон · f6 чорна тура · c5 білий пішак · e5 чорний король · f5 чорний пішак · d4 чорний кінь · f3 білий пішак · b1 чорний слон | a8 білий король · d8 білий кінь · h7 білий слон · f6 чорна тура · c5 білий пішак · e5 чорний король · f5 чорний пішак · d4 чорний кінь · f3 білий пішак · b1 чорний слон | a8 білий король · d8 білий кінь · h7 білий слон · f6 чорна тура · c5 білий пішак · e5 чорний король · f5 чорний пішак · d4 чорний кінь · f3 білий пішак · b1 чорний слон | a8 білий король · d8 білий кінь · h7 білий слон · f6 чорна тура · c5 білий пішак · e5 чорний король · f5 чорний пішак · d4 чорний кінь · f3 білий пішак · b1 чорний слон | 4 |
| 3 | a8 білий король · d8 білий кінь · h7 білий слон · f6 чорна тура · c5 білий пішак · e5 чорний король · f5 чорний пішак · d4 чорний кінь · f3 білий пішак · b1 чорний слон | a8 білий король · d8 білий кінь · h7 білий слон · f6 чорна тура · c5 білий пішак · e5 чорний король · f5 чорний пішак · d4 чорний кінь · f3 білий пішак · b1 чорний слон | a8 білий король · d8 білий кінь · h7 білий слон · f6 чорна тура · c5 білий пішак · e5 чорний король · f5 чорний пішак · d4 чорний кінь · f3 білий пішак · b1 чорний слон | a8 білий король · d8 білий кінь · h7 білий слон · f6 чорна тура · c5 білий пішак · e5 чорний король · f5 чорний пішак · d4 чорний кінь · f3 білий пішак · b1 чорний слон | a8 білий король · d8 білий кінь · h7 білий слон · f6 чорна тура · c5 білий пішак · e5 чорний король · f5 чорний пішак · d4 чорний кінь · f3 білий пішак · b1 чорний слон | a8 білий король · d8 білий кінь · h7 білий слон · f6 чорна тура · c5 білий пішак · e5 чорний король · f5 чорний пішак · d4 чорний кінь · f3 білий пішак · b1 чорний слон | a8 білий король · d8 білий кінь · h7 білий слон · f6 чорна тура · c5 білий пішак · e5 чорний король · f5 чорний пішак · d4 чорний кінь · f3 білий пішак · b1 чорний слон | a8 білий король · d8 білий кінь · h7 білий слон · f6 чорна тура · c5 білий пішак · e5 чорний король · f5 чорний пішак · d4 чорний кінь · f3 білий пішак · b1 чорний слон | 3 |
| 2 | a8 білий король · d8 білий кінь · h7 білий слон · f6 чорна тура · c5 білий пішак · e5 чорний король · f5 чорний пішак · d4 чорний кінь · f3 білий пішак · b1 чорний слон | a8 білий король · d8 білий кінь · h7 білий слон · f6 чорна тура · c5 білий пішак · e5 чорний король · f5 чорний пішак · d4 чорний кінь · f3 білий пішак · b1 чорний слон | a8 білий король · d8 білий кінь · h7 білий слон · f6 чорна тура · c5 білий пішак · e5 чорний король · f5 чорний пішак · d4 чорний кінь · f3 білий пішак · b1 чорний слон | a8 білий король · d8 білий кінь · h7 білий слон · f6 чорна тура · c5 білий пішак · e5 чорний король · f5 чорний пішак · d4 чорний кінь · f3 білий пішак · b1 чорний слон | a8 білий король · d8 білий кінь · h7 білий слон · f6 чорна тура · c5 білий пішак · e5 чорний король · f5 чорний пішак · d4 чорний кінь · f3 білий пішак · b1 чорний слон | a8 білий король · d8 білий кінь · h7 білий слон · f6 чорна тура · c5 білий пішак · e5 чорний король · f5 чорний пішак · d4 чорний кінь · f3 білий пішак · b1 чорний слон | a8 білий король · d8 білий кінь · h7 білий слон · f6 чорна тура · c5 білий пішак · e5 чорний король · f5 чорний пішак · d4 чорний кінь · f3 білий пішак · b1 чорний слон | a8 білий король · d8 білий кінь · h7 білий слон · f6 чорна тура · c5 білий пішак · e5 чорний король · f5 чорний пішак · d4 чорний кінь · f3 білий пішак · b1 чорний слон | 2 |
| 1 | a8 білий король · d8 білий кінь · h7 білий слон · f6 чорна тура · c5 білий пішак · e5 чорний король · f5 чорний пішак · d4 чорний кінь · f3 білий пішак · b1 чорний слон | a8 білий король · d8 білий кінь · h7 білий слон · f6 чорна тура · c5 білий пішак · e5 чорний король · f5 чорний пішак · d4 чорний кінь · f3 білий пішак · b1 чорний слон | a8 білий король · d8 білий кінь · h7 білий слон · f6 чорна тура · c5 білий пішак · e5 чорний король · f5 чорний пішак · d4 чорний кінь · f3 білий пішак · b1 чорний слон | a8 білий король · d8 білий кінь · h7 білий слон · f6 чорна тура · c5 білий пішак · e5 чорний король · f5 чорний пішак · d4 чорний кінь · f3 білий пішак · b1 чорний слон | a8 білий король · d8 білий кінь · h7 білий слон · f6 чорна тура · c5 білий пішак · e5 чорний король · f5 чорний пішак · d4 чорний кінь · f3 білий пішак · b1 чорний слон | a8 білий король · d8 білий кінь · h7 білий слон · f6 чорна тура · c5 білий пішак · e5 чорний король · f5 чорний пішак · d4 чорний кінь · f3 білий пішак · b1 чорний слон | a8 білий король · d8 білий кінь · h7 білий слон · f6 чорна тура · c5 білий пішак · e5 чорний король · f5 чорний пішак · d4 чорний кінь · f3 білий пішак · b1 чорний слон | a8 білий король · d8 білий кінь · h7 білий слон · f6 чорна тура · c5 білий пішак · e5 чорний король · f5 чорний пішак · d4 чорний кінь · f3 білий пішак · b1 чорний слон | 1 |
|   | a | b | c | d | e | f | g | h |   |

FEN: K2N4/7B/5r2/2P1kp2/3n4/5P2/8/1b6
b) h7 → a2

a) 1. f4    Aa Be4 Bb 2. Se6 Cc Sc6# Dd (MM)
b) 1. Sc6 Dd Se6 Cc 2. Be4 Bb f4#   Aa (MM)